# Національна галерея мистецтва
Національна галерея мистецтва (англ. National Gallery of Art) — найбільший художній музей серед музейних закладів столиці США — міста Вашингтон.

## Історія
Дві головні будівлі Національної галереї мистецтв розташовані неподалік від трикутника, сформованого Монументом-обеліском на честь Джорджа Вашингтона, Капітолієм та Білим Домом. Але музейні будівлі, на відміну від попередніх, створені досить пізно — лише у 20 столітті.

## Пізнє створення

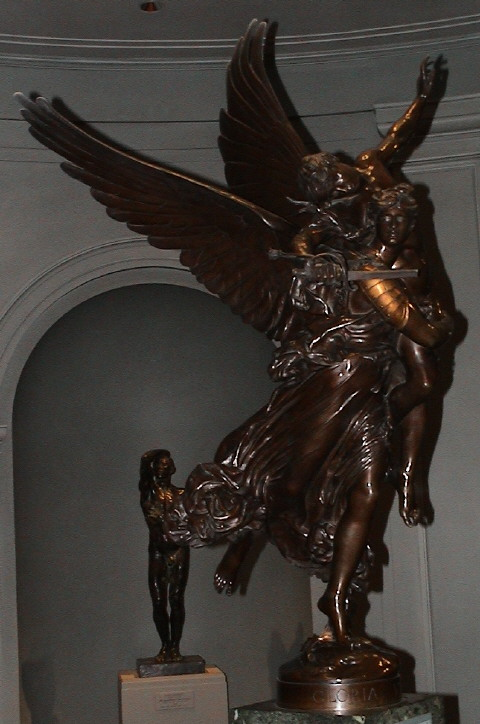

Попередниками сучасної галереї були дрібні збірки міста — серед них Каркоранівська галерея, заснована ще у 1869 р., невелика колекція другорядних майстрів Європи у самому Смітсоновському інституті, яку подарував закладу Харит Джонстон. Остання і отримала у 1906 р. назву «Національна галерея».
Значні мистецькі збірки були створені заможними родинами мільйонерів, серед яких визначне місце займала приватна збірка Андре Меллона, мільйонера з Пітсбурга і міністра фінансів США. Наляканий звинуваченням у несплаті податків, Андре Меллон вирішив подарувати державі приватну колекцію творів, придбаних у Європі та СРСР, що якраз розпочав продаж музейних колекцій власної держави. У 1939 р. Меллон звернувся з пропозиціями створення Національної галереї у столиці до тодішнього президента Франкліна Делано Рузвельта, які були схвально прийняті. Рузвельт швидко провів ці пропозиції через конгресс і у 1937 р. було закладено першу окрему будівлю Національної галереї мистецтв. Галерея в новому приміщенні була відкрита 1941 року.

## Будівлі

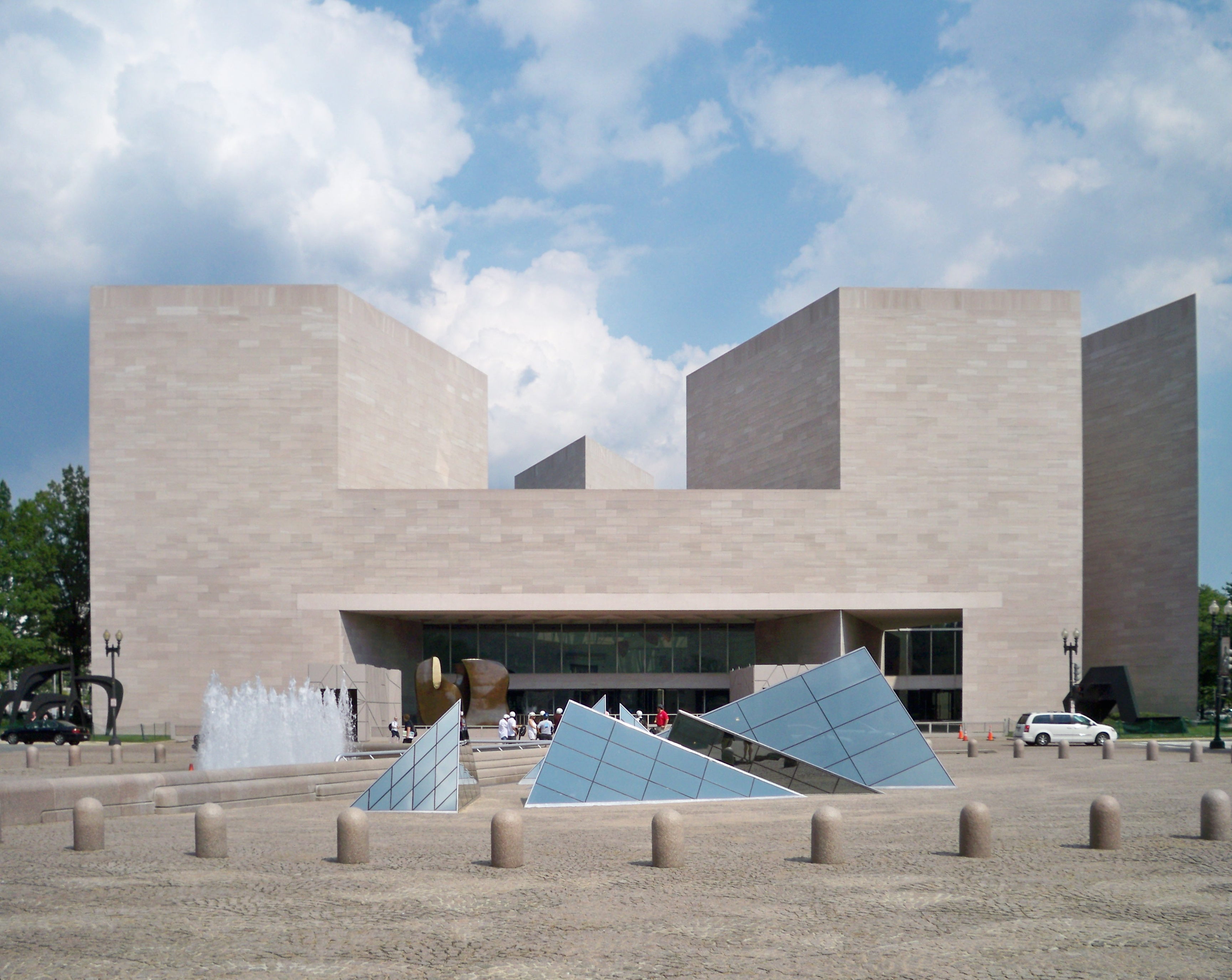
Східний корпус Національної галереї

Перша будівля галереї створена в помпезному історичному стилі пізнього класицизму (архітектор — Джон Рассел Поп). Будівля видовжена, симетрична, центр акцентований куполом. Вхідні портали виходять на авеню Медісон та авеню Конституції. Західне крило будівлі відведене для старих майстрів Західної Європи, а східне — для митців Франції, Великої Британії 18 століття та європейських і американських художників 19-20 ст.

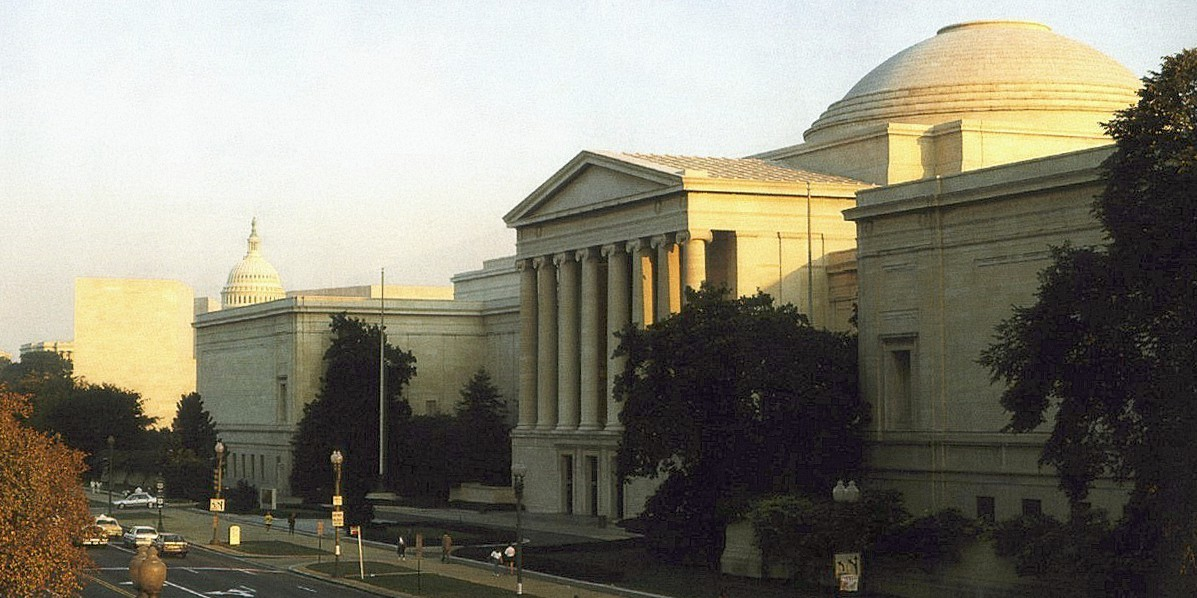
Головний фасад , що створив Джон Рассел Поп
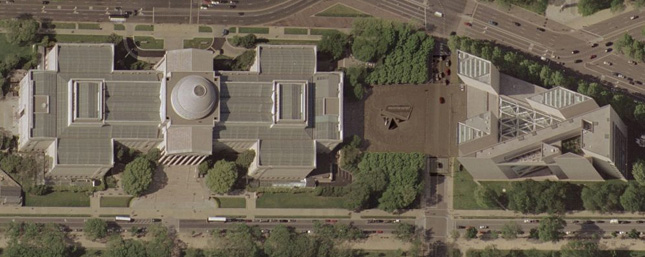
Фото з літака
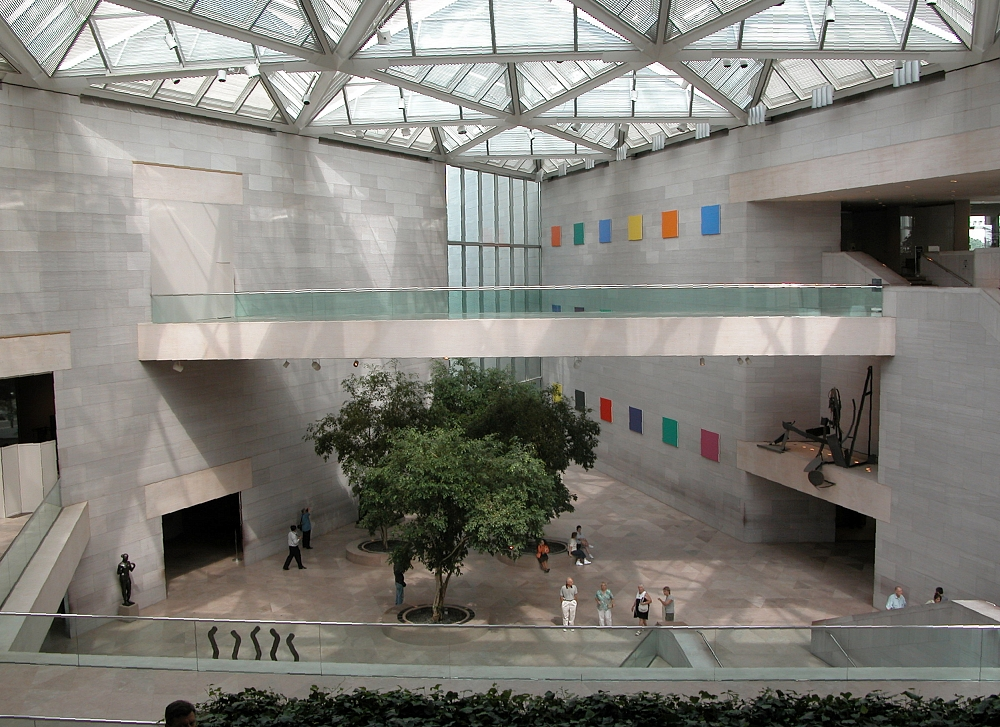
Атріум Східного корпусу
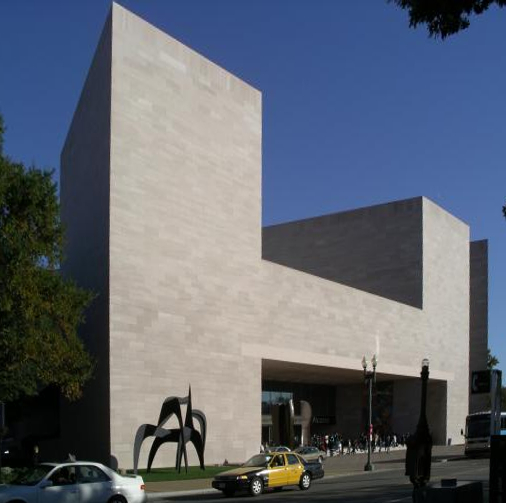
Східний корпус

Новий Східний корпус вибудований у модерніській манері, що активно пориває зі стилістикою попередньої будівлі і активно позиціонує себе в навколишньому середовищі (архітектор — Йо Мін Пей або Бей Юймін). Його будівництво завершено у 1978 р..

## Галерея

### Твори медальєрного мистецтва
Музейна збірка має досить високий рівень майже у всіх відділах. Один з них — медальєрне мистецтво країн Європи та США на честь римських пап та кардиналів, відомих архітекторів і художників, володарів дрібних князівств та державних діячів.

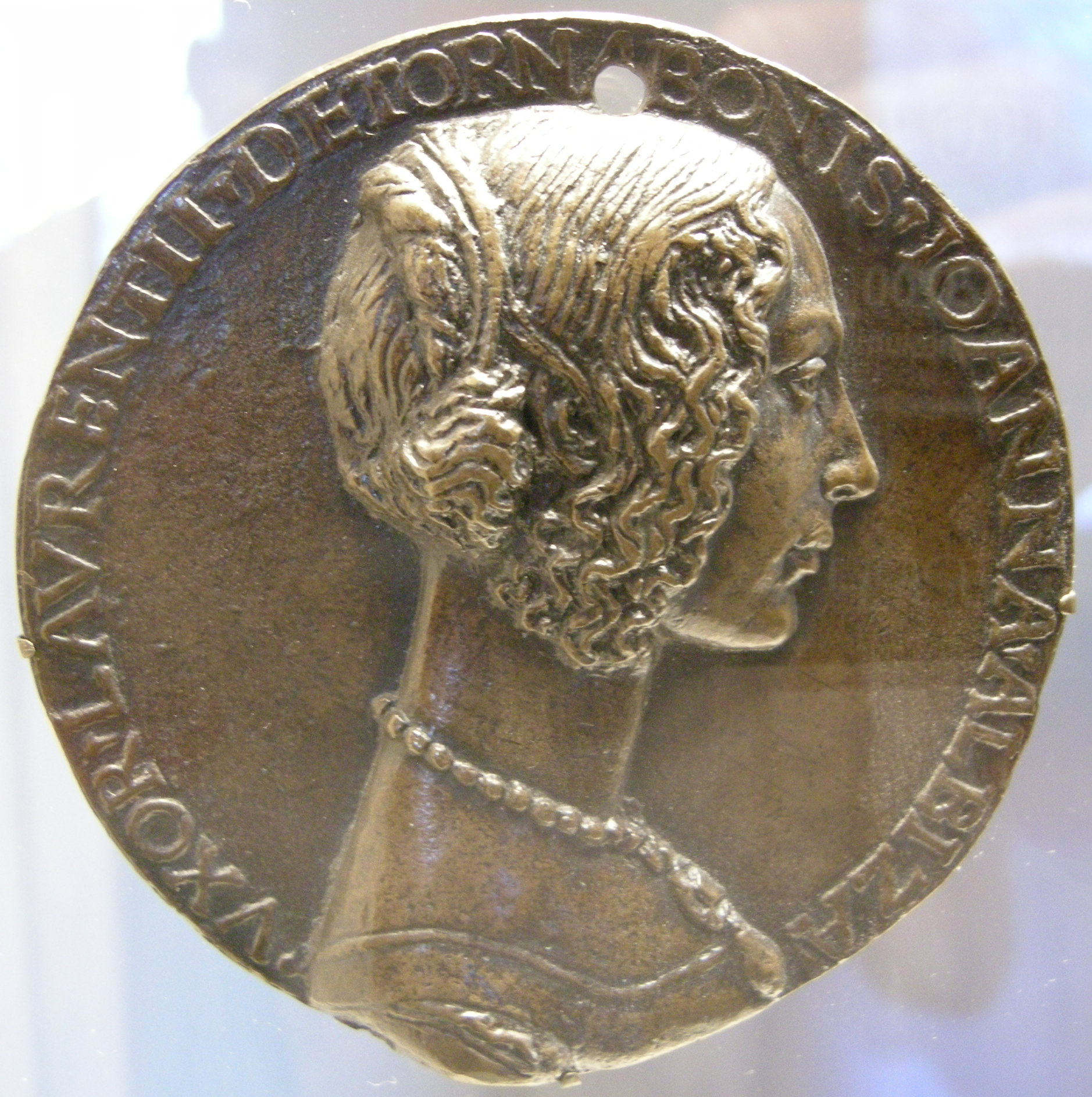
медальєр Ніколо Фьорентіно, Джованна Торнабуоні, 1486 р.
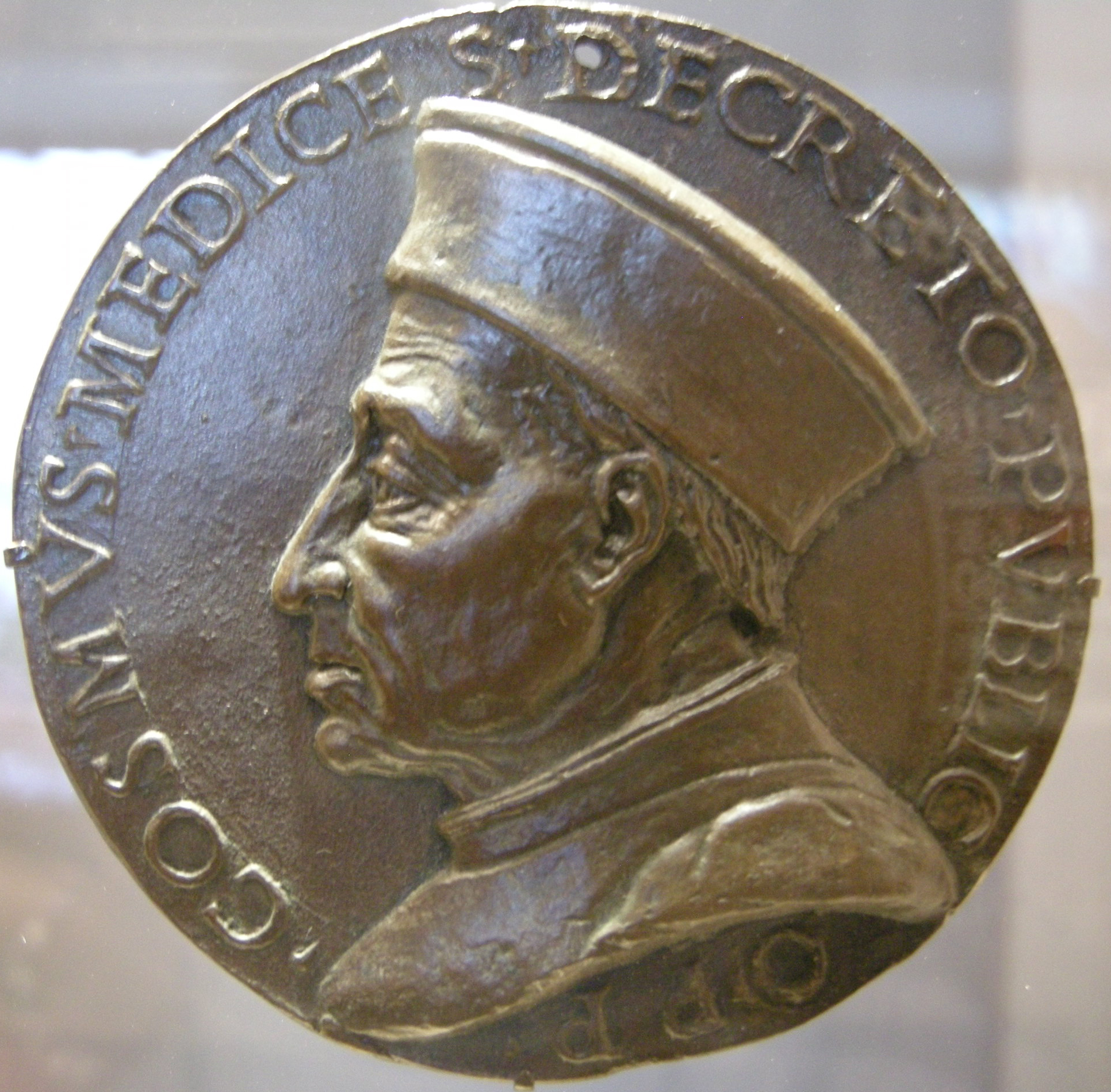
Анонім, Флоренція, Козімо Медичі, до 1469 р.
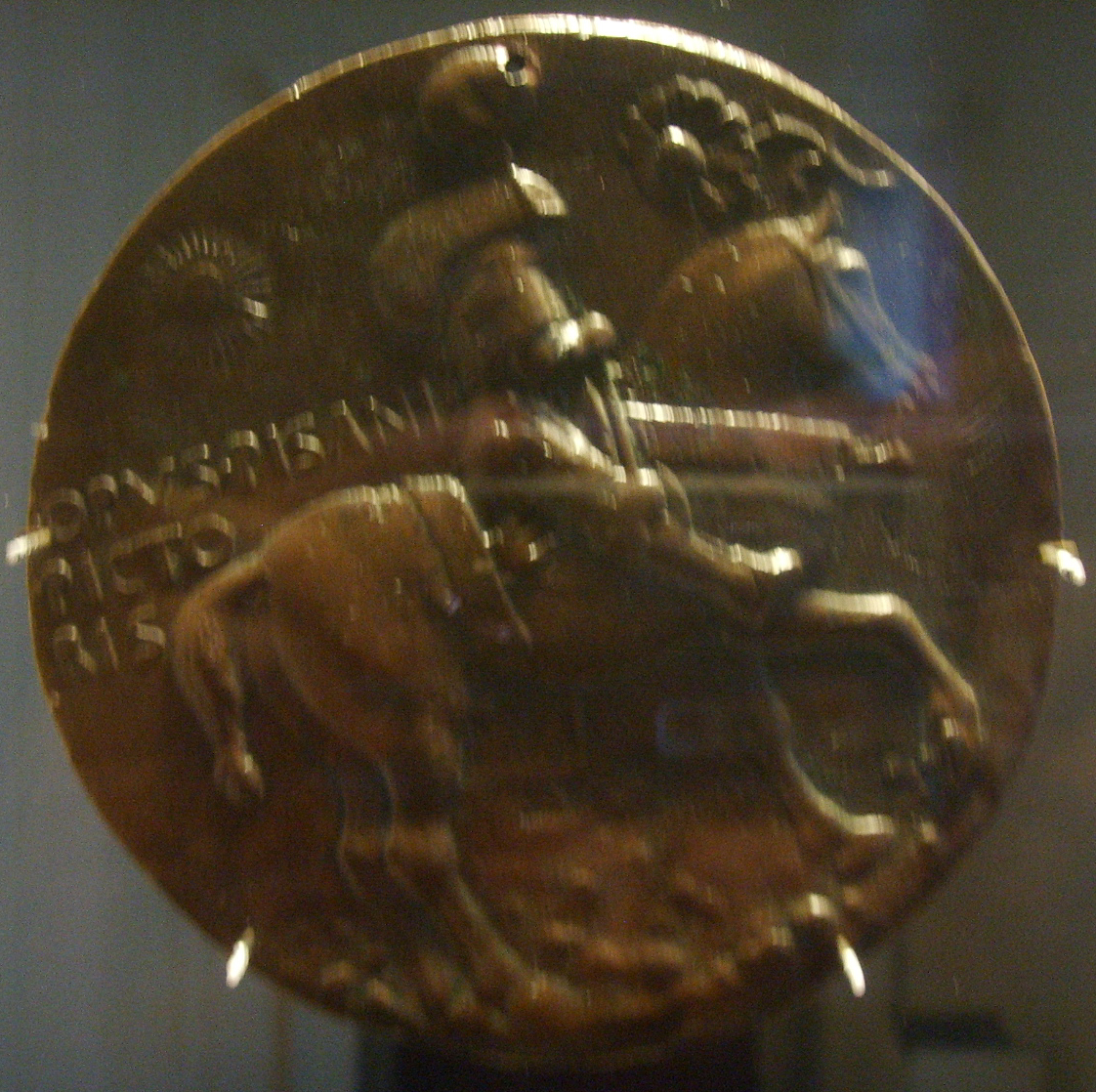
Пізанелло, медаль на честь Лодовіко Гонзага
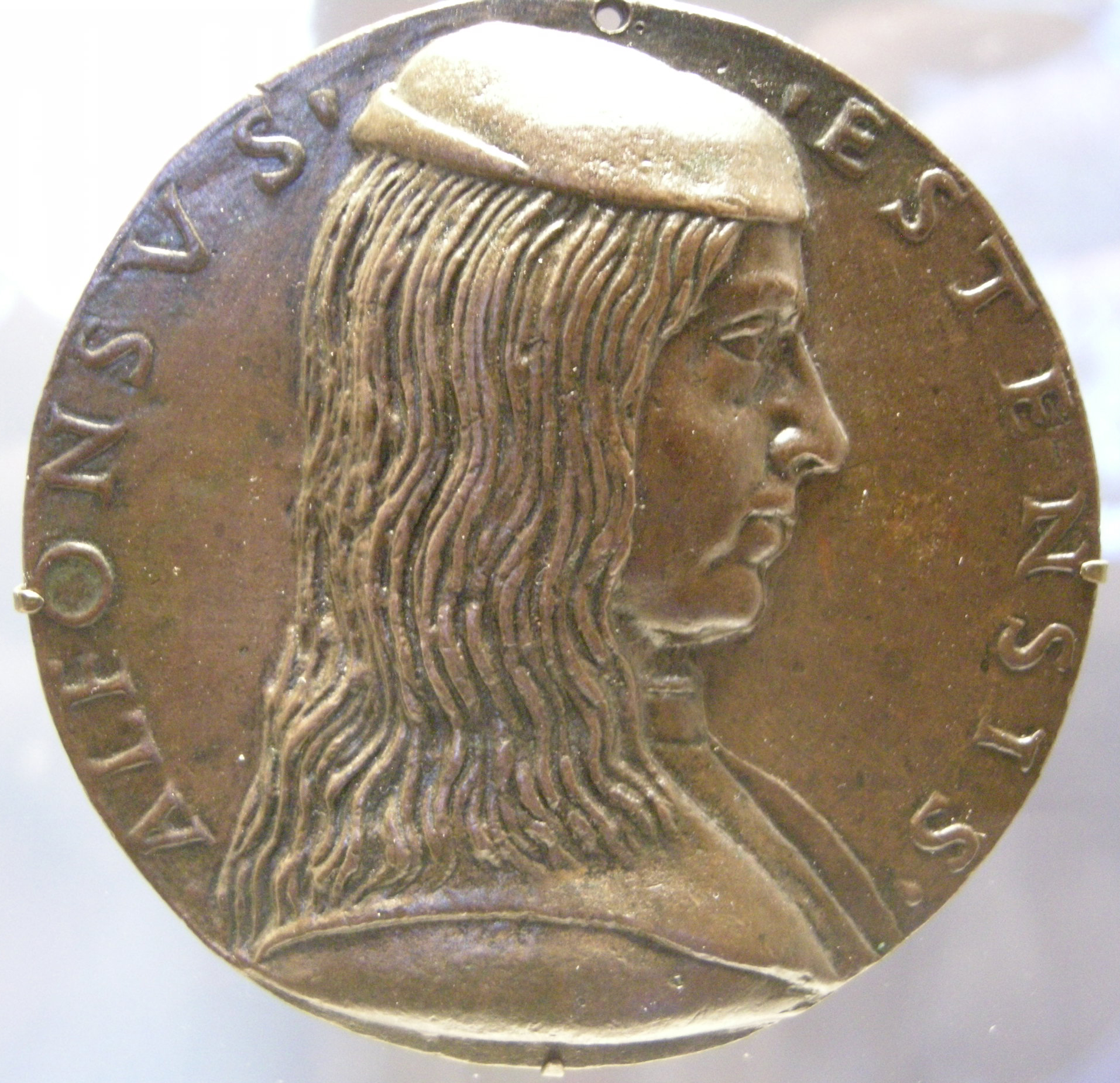
Ніколо Фьорентіно, Альфонсо І д'Єсте, 1492
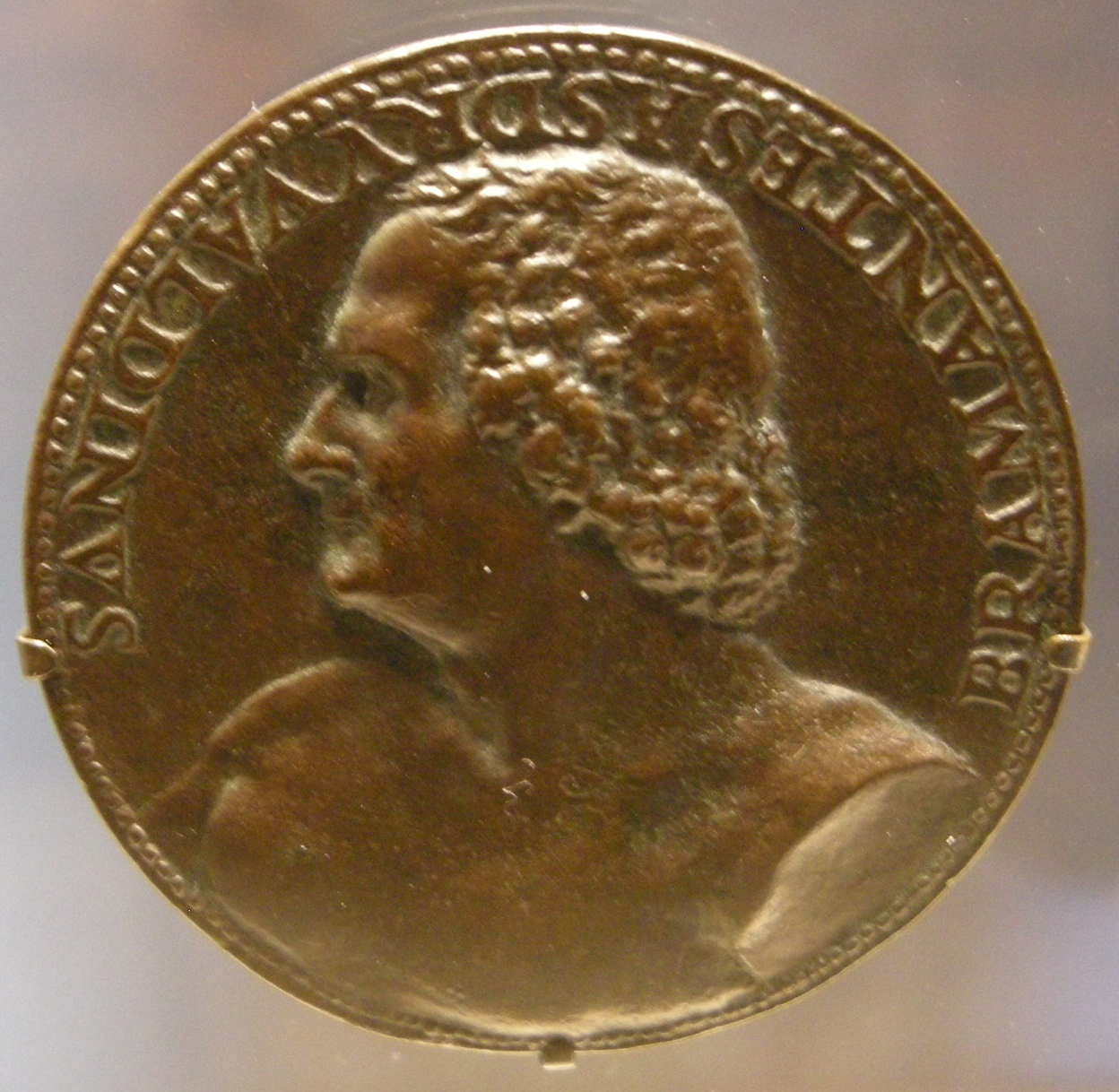
Карадоссо, архітектор Донато Браманте, 1506
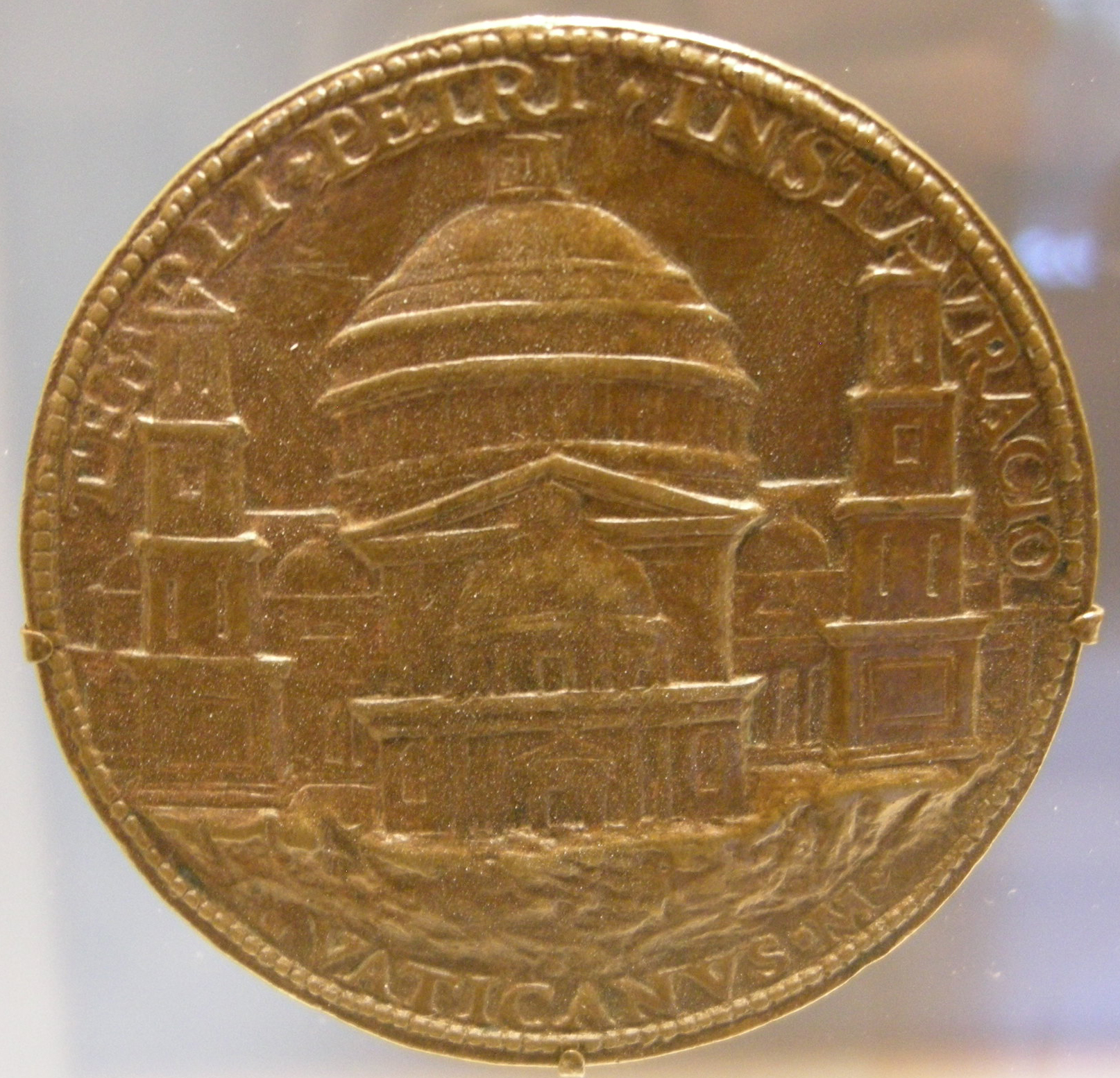
Карадоссо, медаль на честь папи Юлія II( реверс - фасад собору Св Петра, 1-й варіант проекту 0
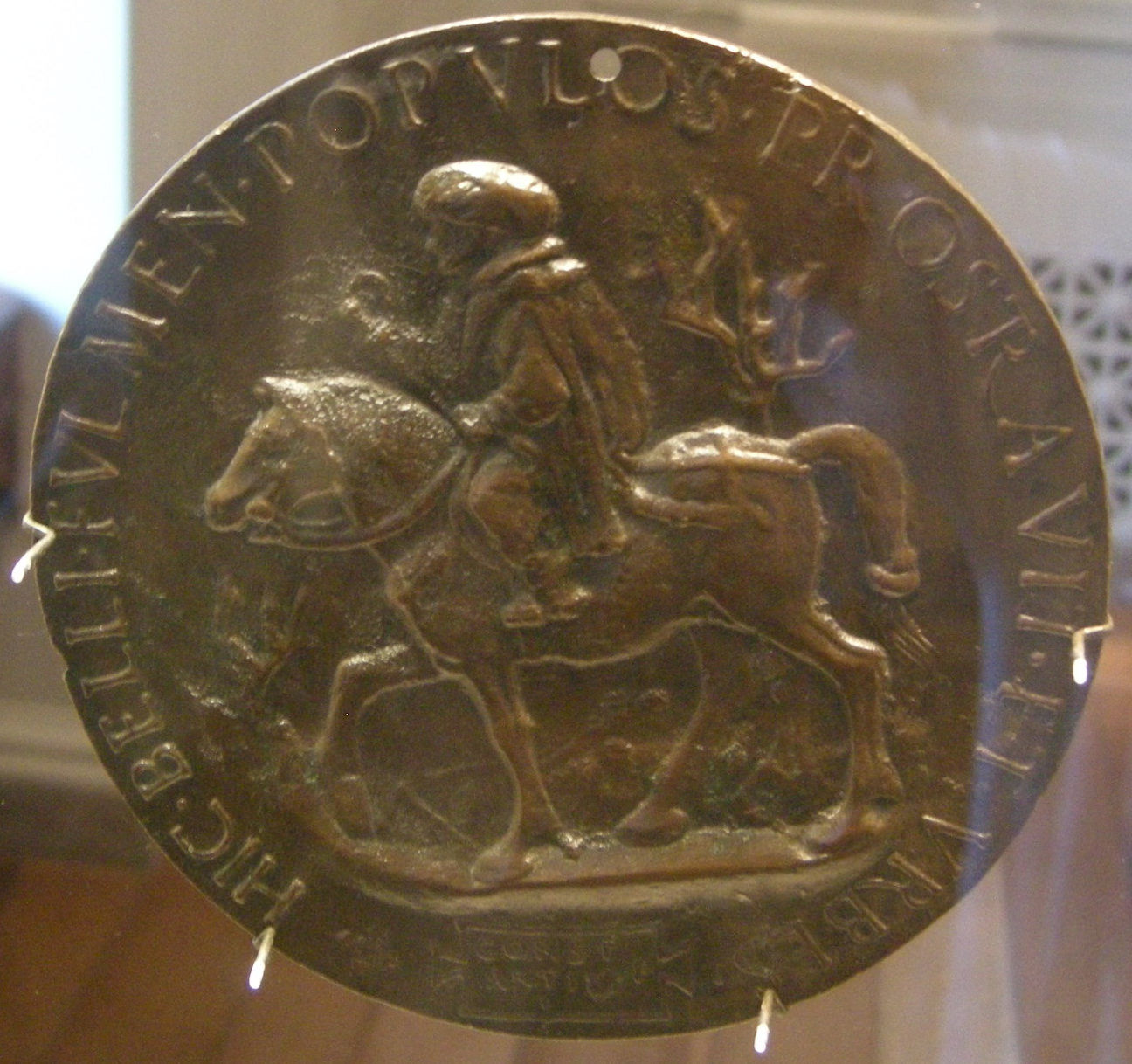
Констанцо да феррара, султан Мехмед II, до 1480 р.
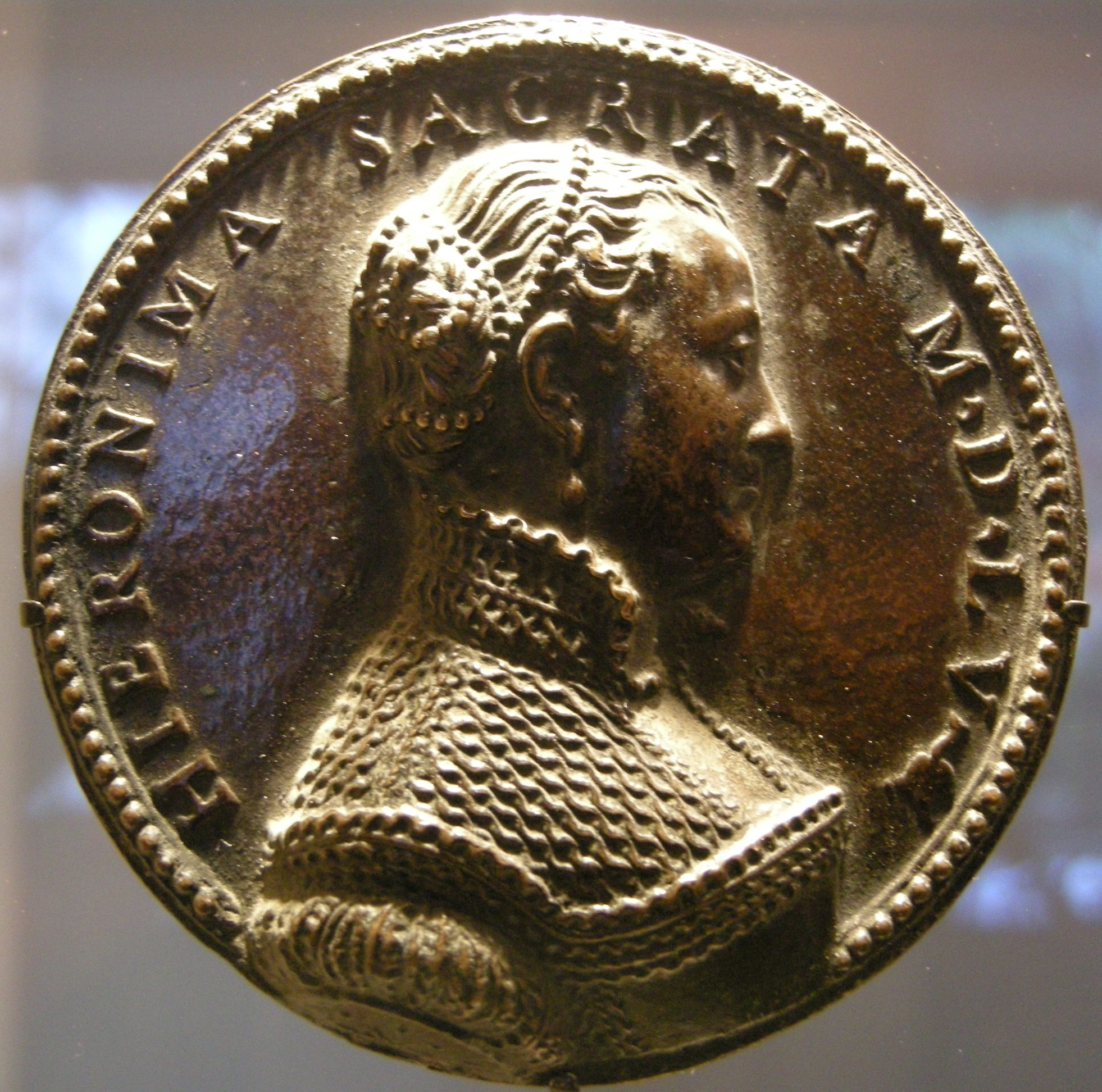
Медальєр Пасторіно де Пасторіні. Джиролама Сакраті Феррарська, 1555 р
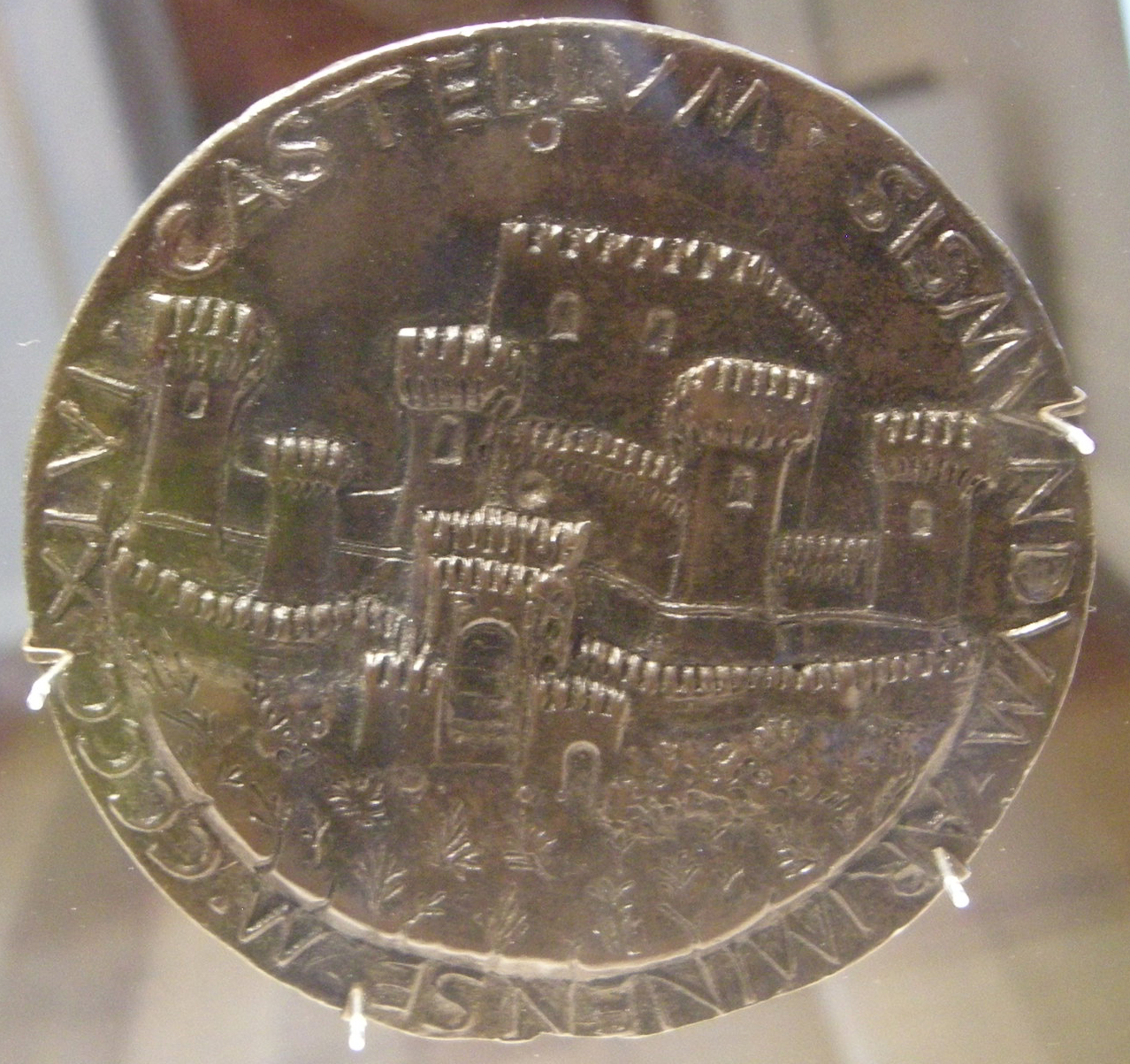
Маттео де Расті, ( реверс - замок Сіджизмондо в Ріміні ), до 1460 р.
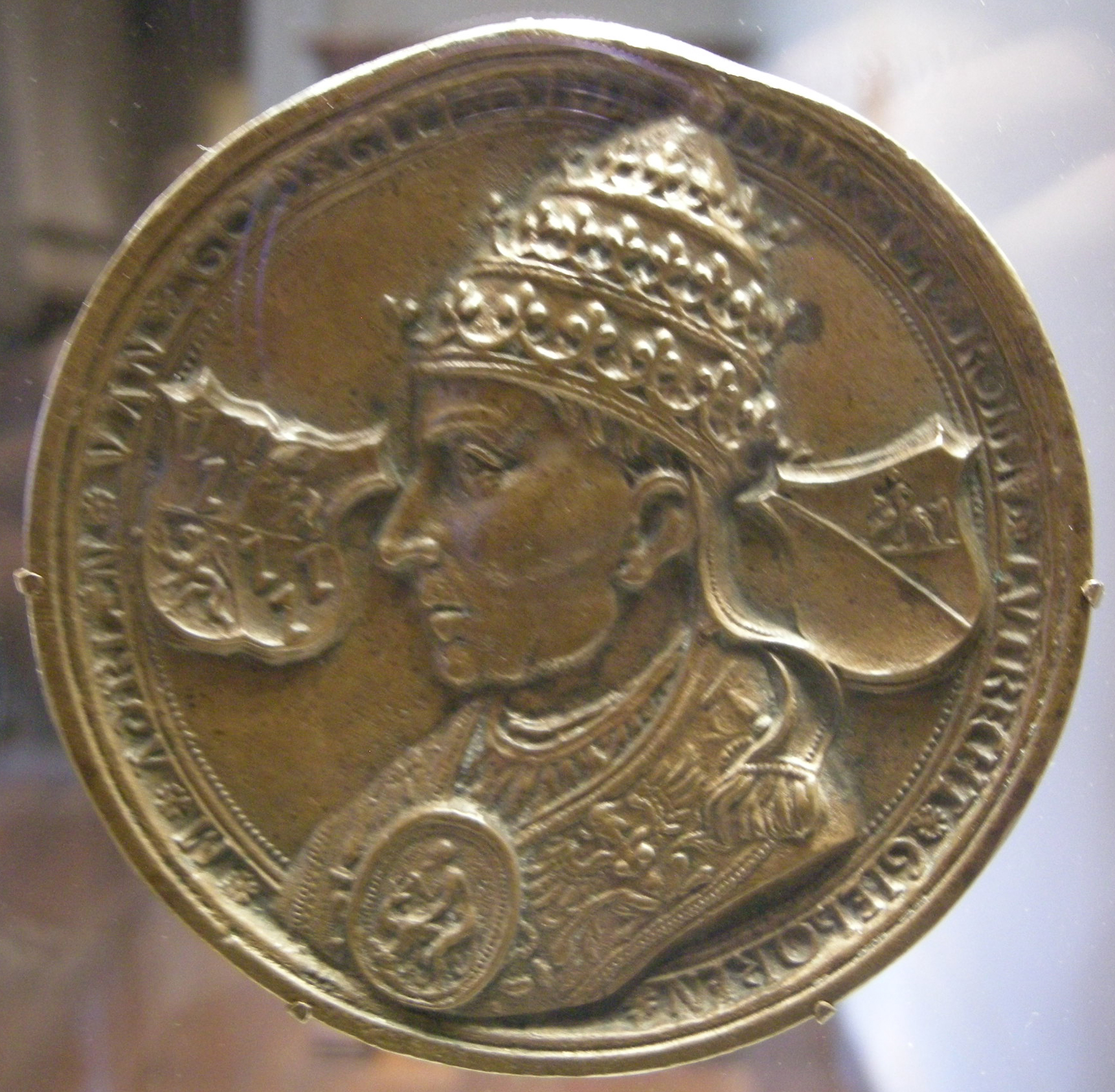
Медальєр з Нідерландів, папа римський Адріан VI.
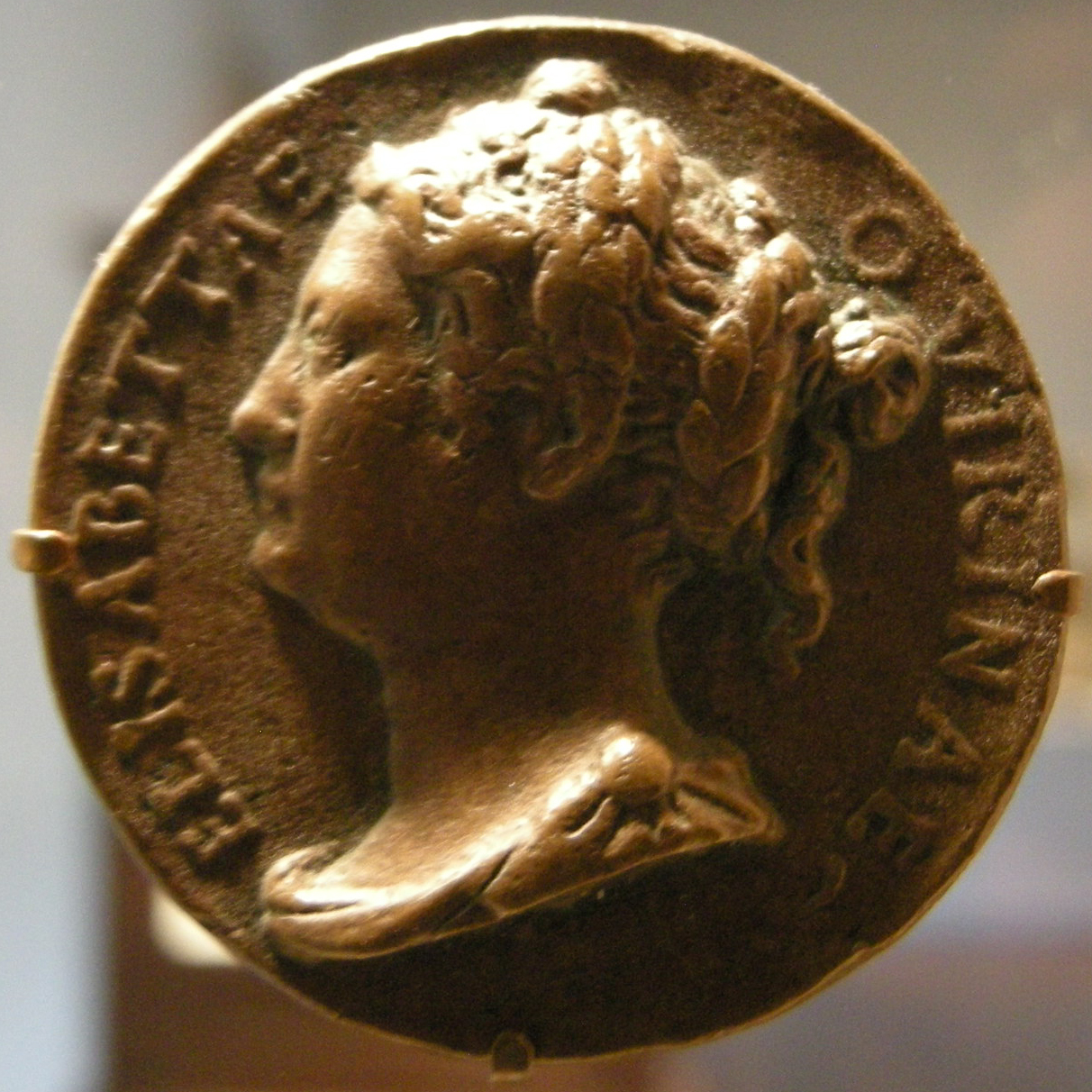
Данео Катанезе, Елізабета Кверіні
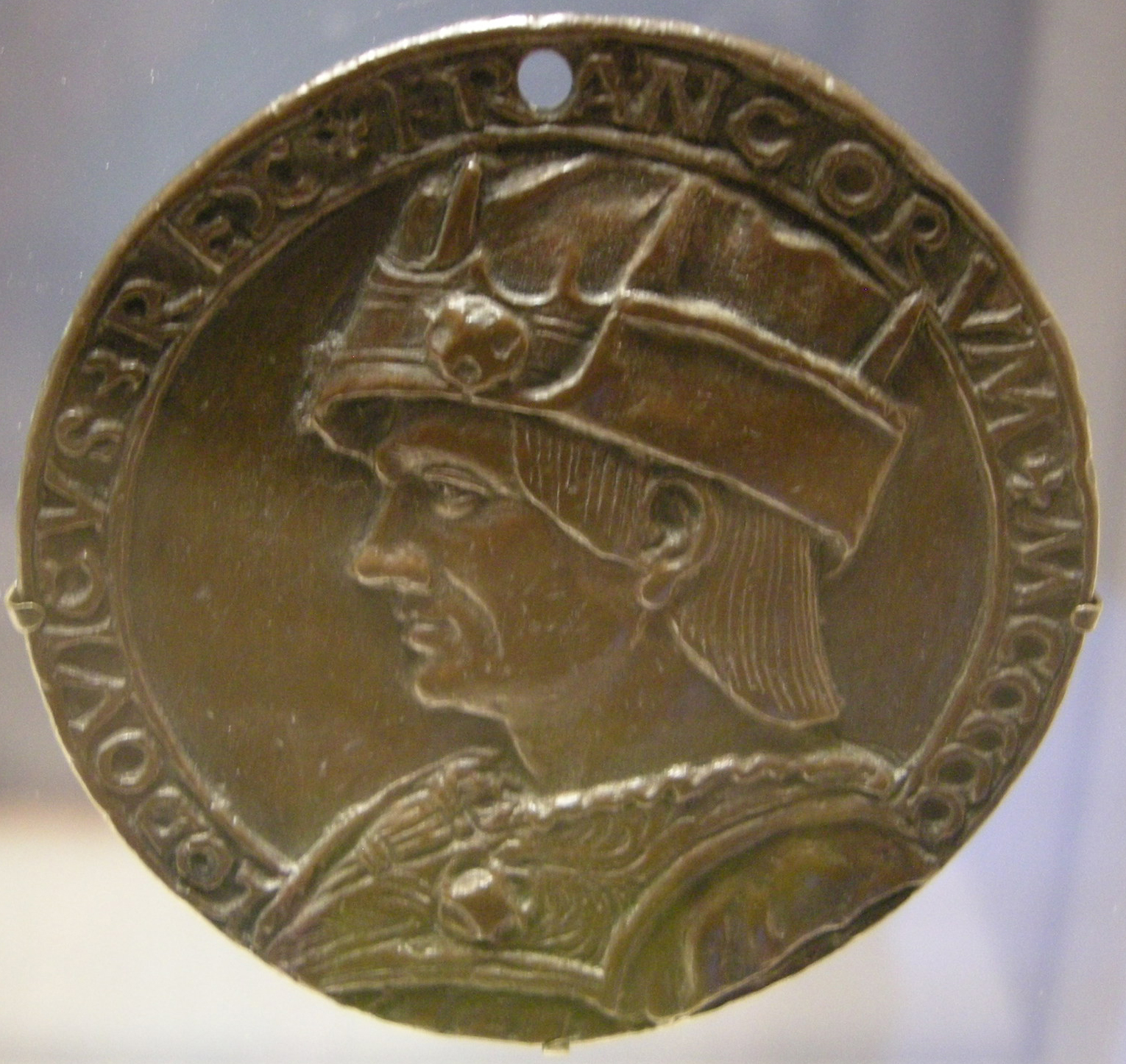
Медальєр з Франції, король Людовик XII, 1500

### Відділ скульптур

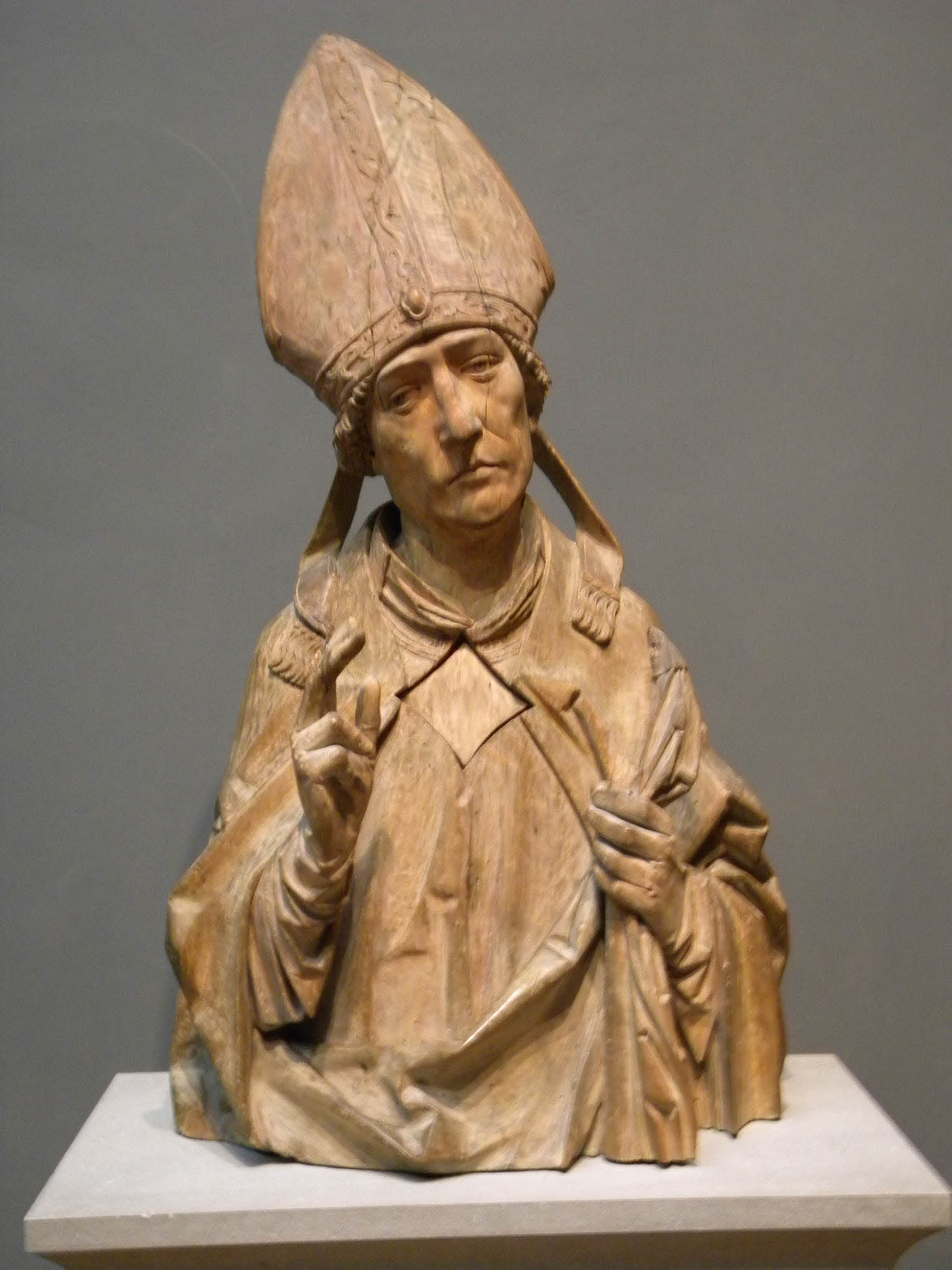
Тільман Ріменшнайдер, єпископ, Німеччина, до 1520 р.

Для скульптур монументальних та завеликого розміру відведено дві галереї. Бронзова скульптура італійських фонтанів 17 століття та твори французького митця Арістіда Майоля - розставлені у зимових садах. Купольна ротонда в центрі зали має фонтан зі скульптурою Джованні да Болонья- Меркурій. Серед представлених митців: 
- Алессандро Альгарді
- Лоренцо Берніні
- Андреа делла Роббіа
- Балтазар Пермозер
- Якопо Сансовіно
- Франсуа Дюкенуа
- Антоніо Канова
- Жан-Антуан Гудон
- Жан-Батист Карпо
- Тільман Ріменшнайдер
- Джованні Фоджині
- Едгар Дега
- Огюст Роден

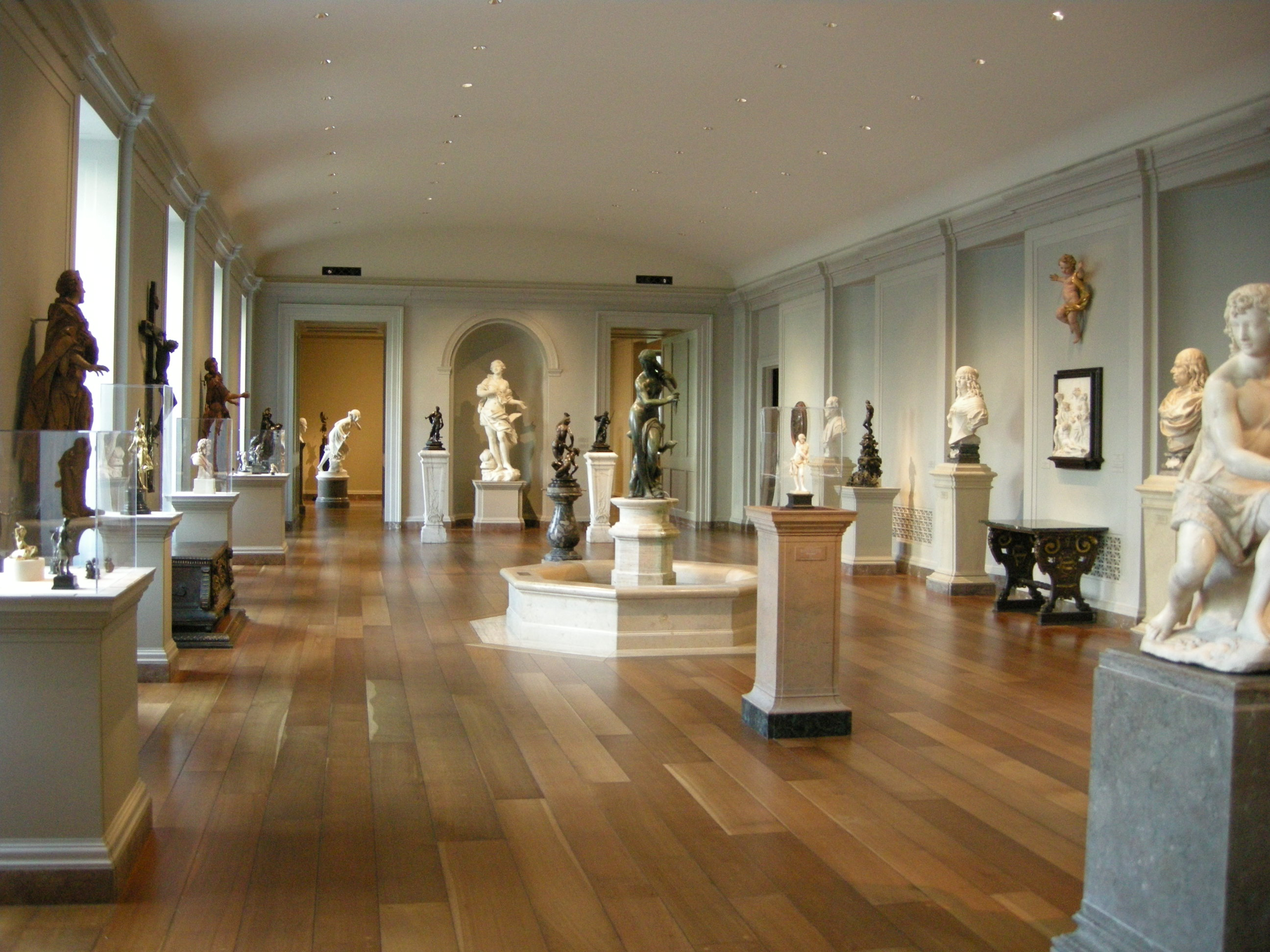
Зала скульптури Західної Європи
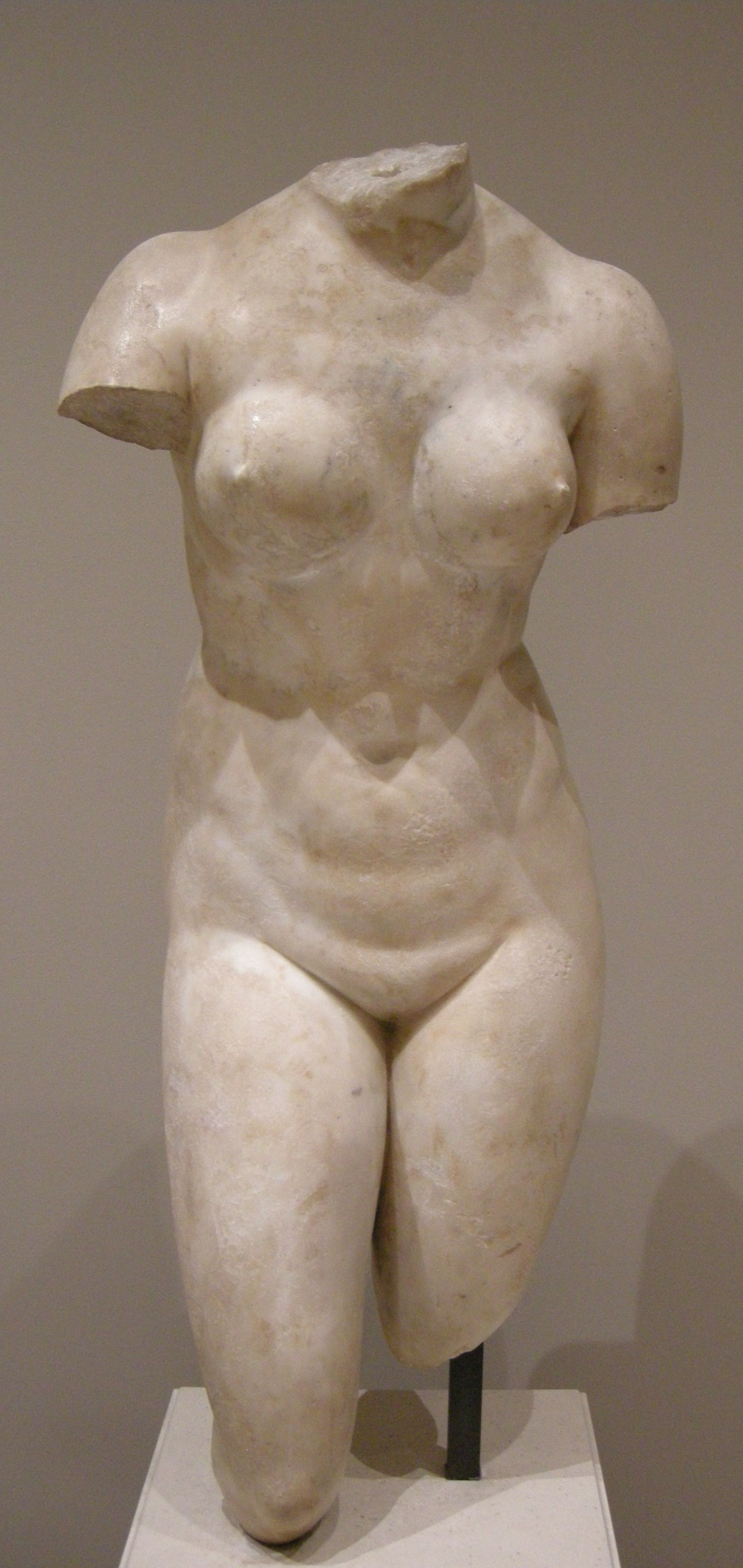
Торс Афродіти, доба еллінізму
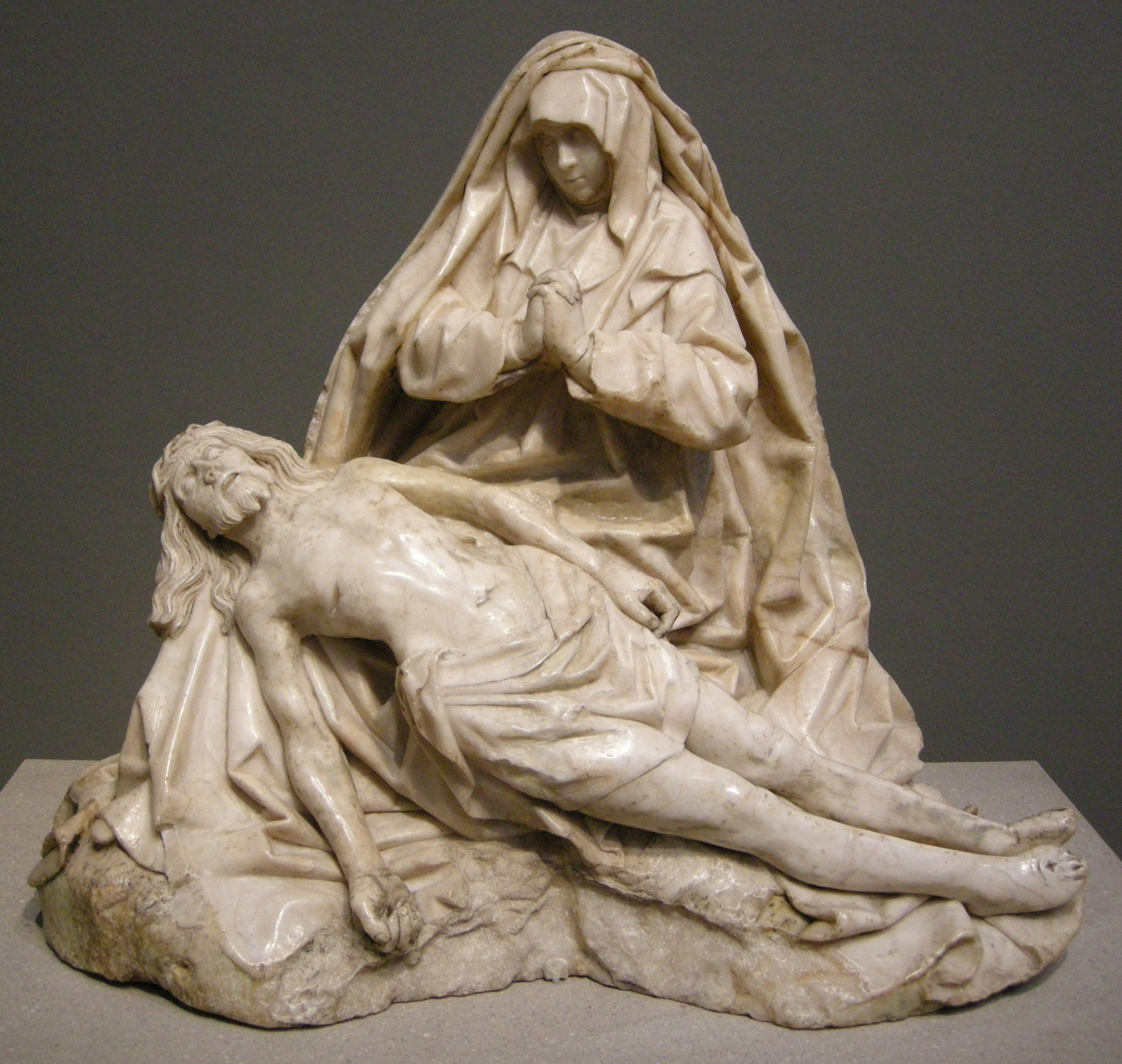
Нідерландський майстер, П'єта, до 1475 р.
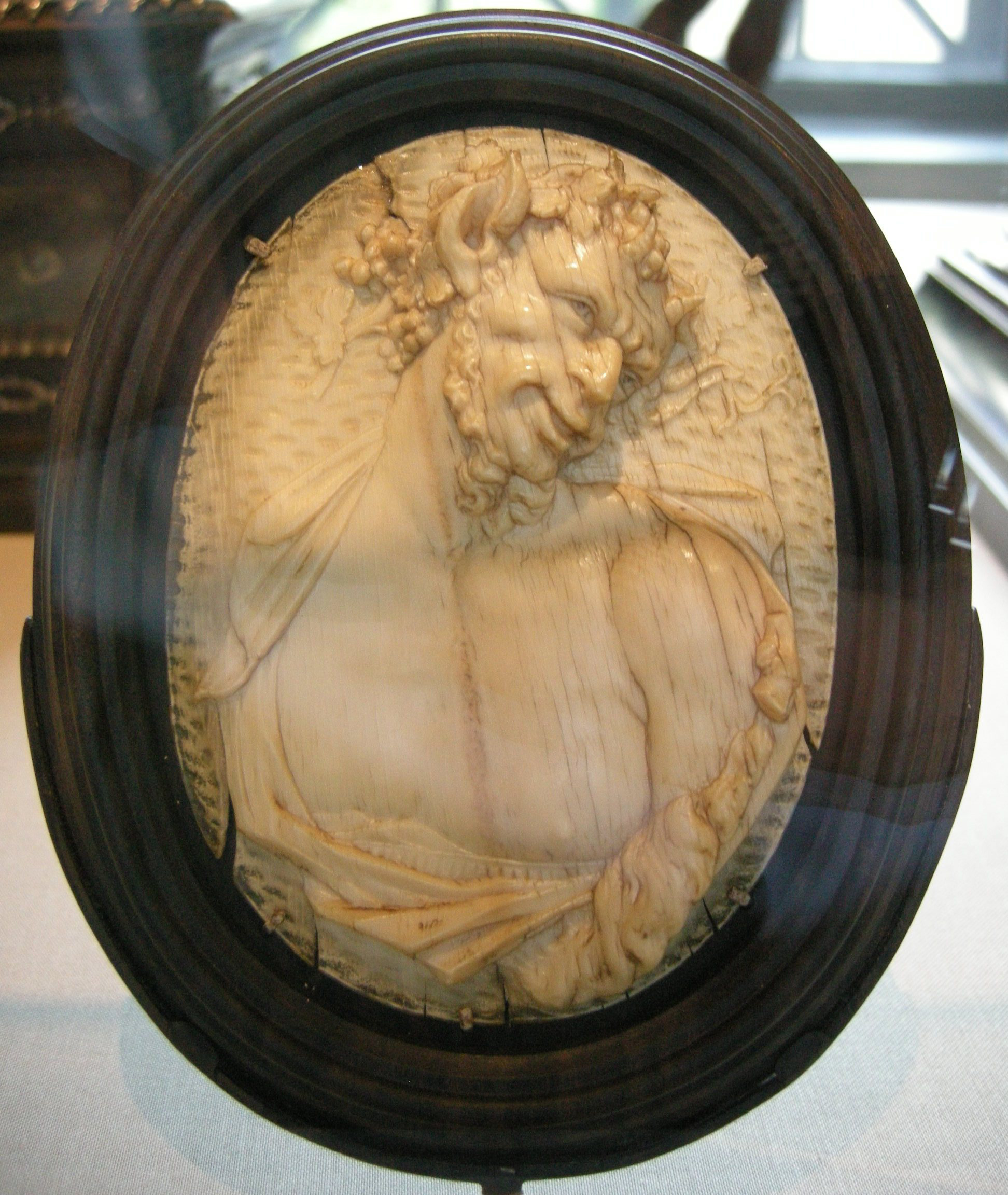
Балтазар Пермозер, Німеччина, до 1710 р.

### Скульптура доби бароко

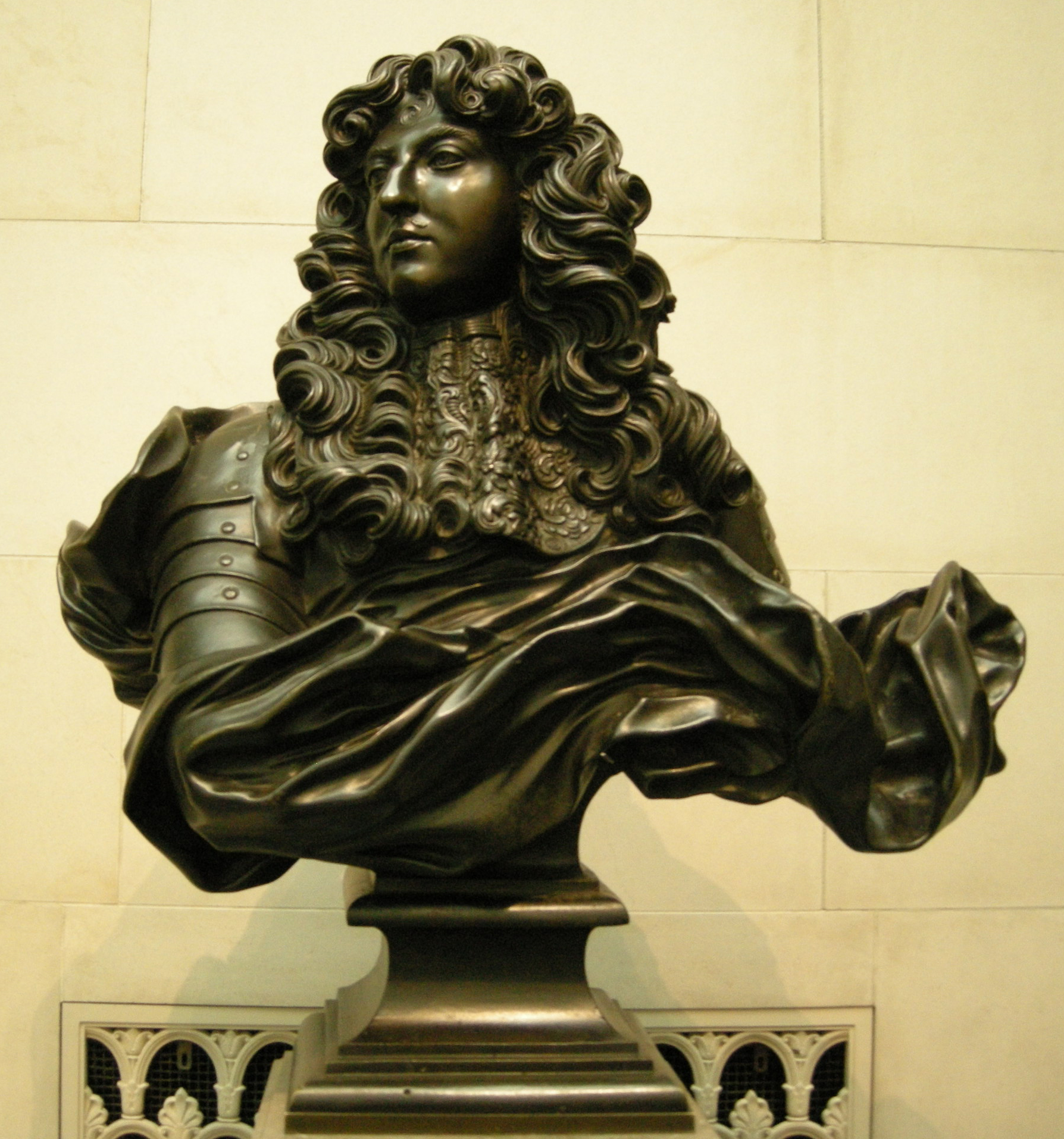
Копія з погруддя короля Людовика XIV, бронза, 1700, франц. майстер
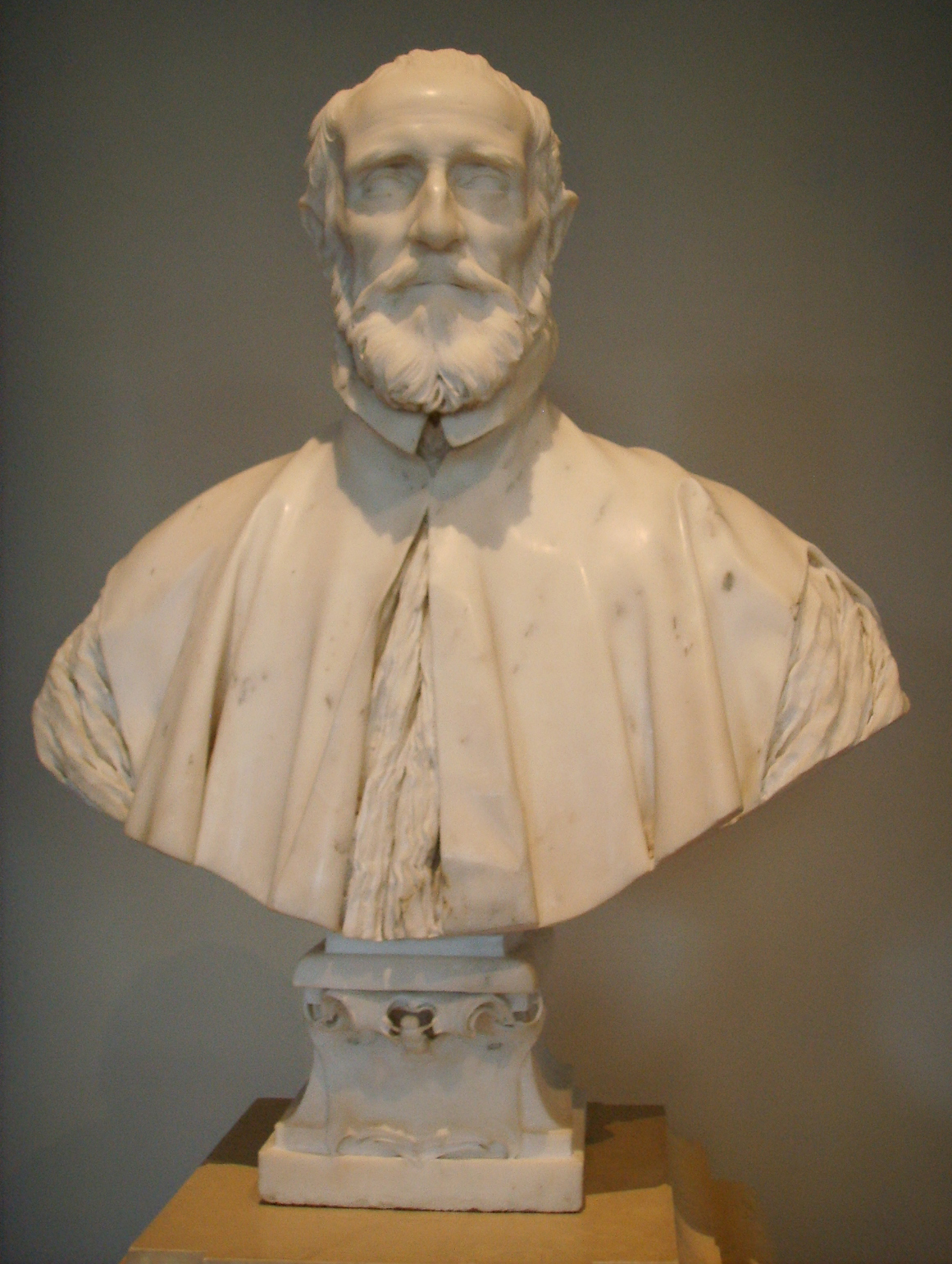
Лоренцо Берніні, п-т Франческо Барберіні, 1623 р.
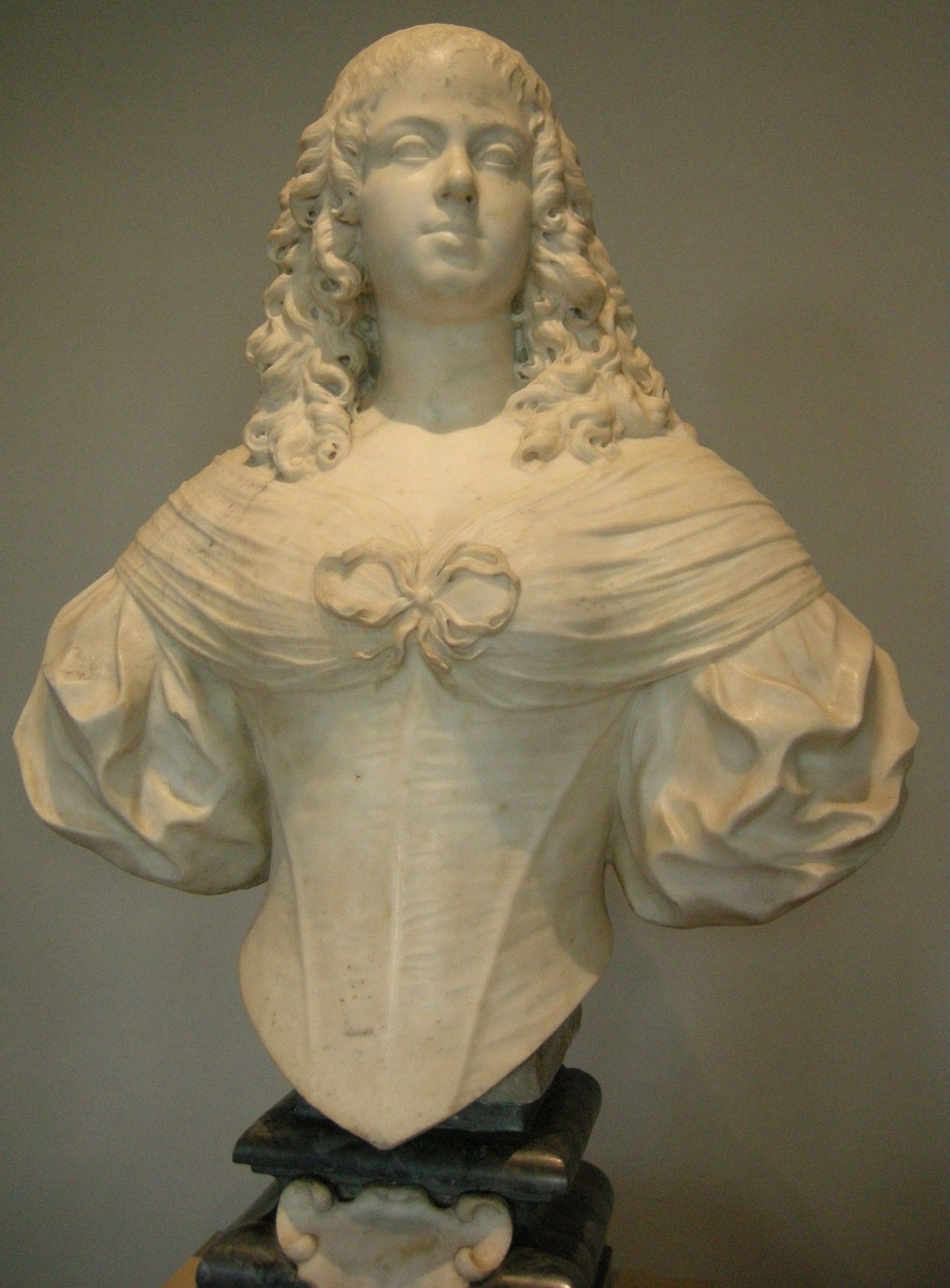
Джованні Фоджині, Вітторія делла Ровере, 1685 р.
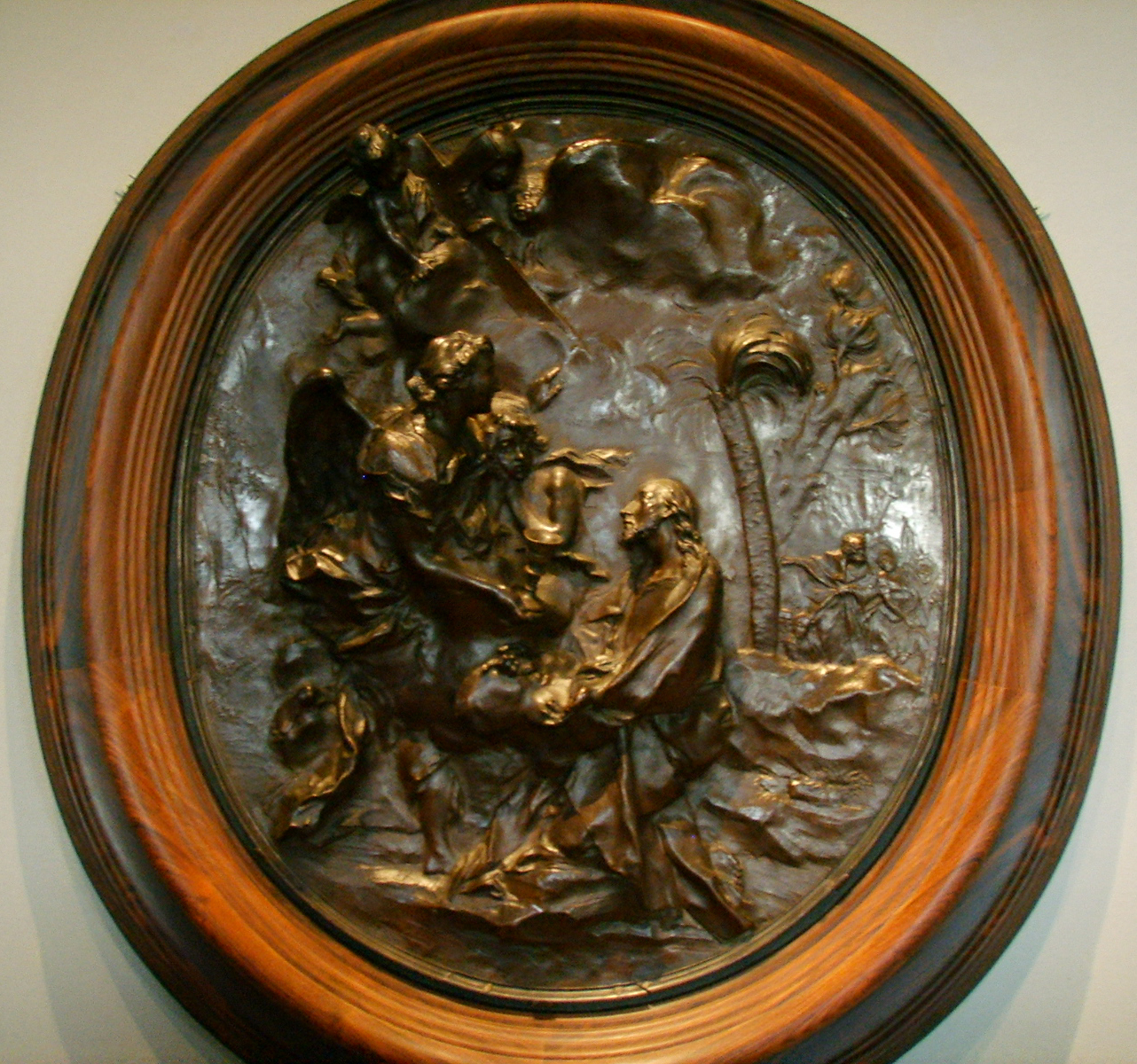
Анджело де Россі, Моління про чашу, 1700 р.

### Майоліка з Італії

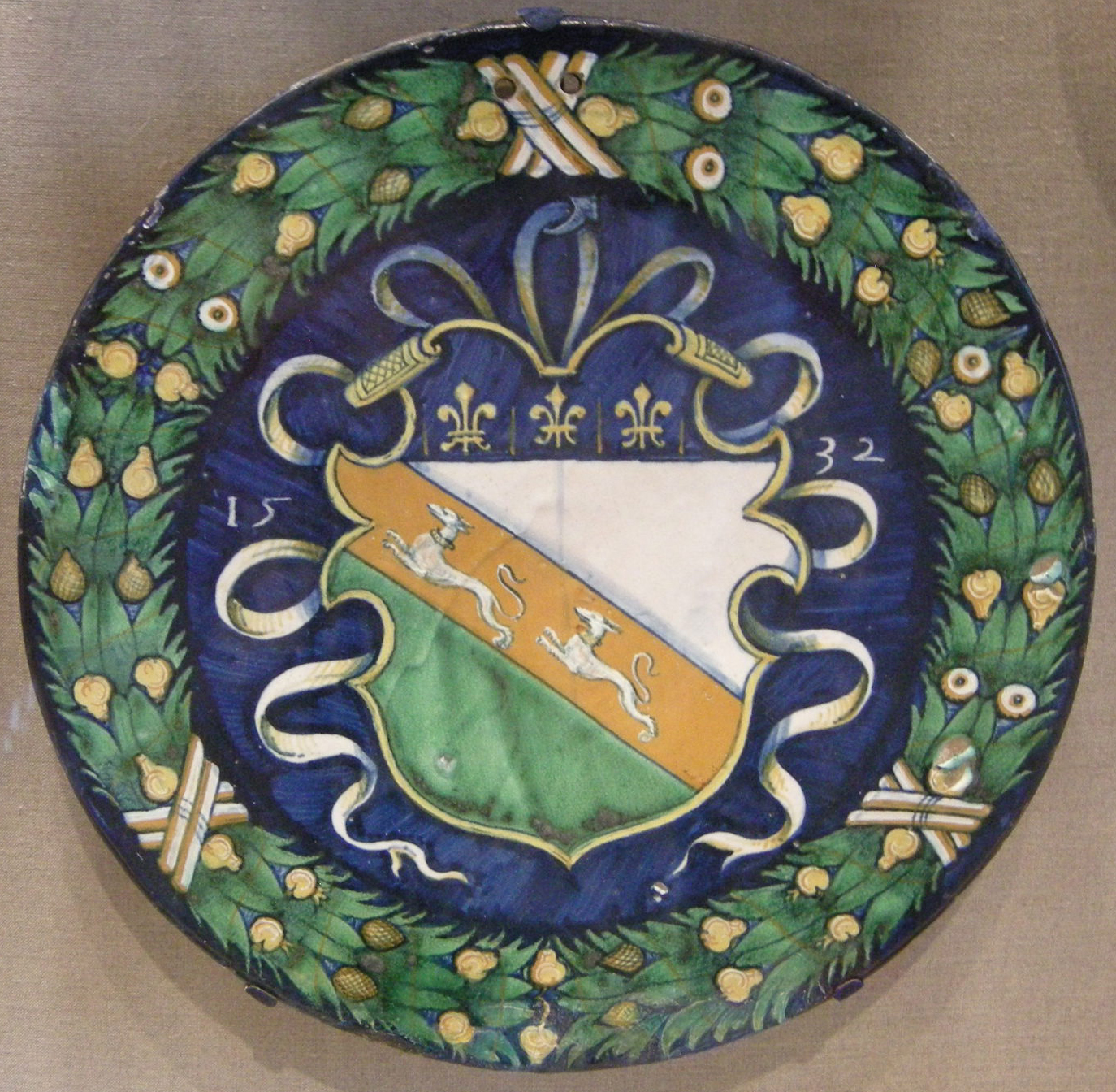
Фаєнца, 1532 р.
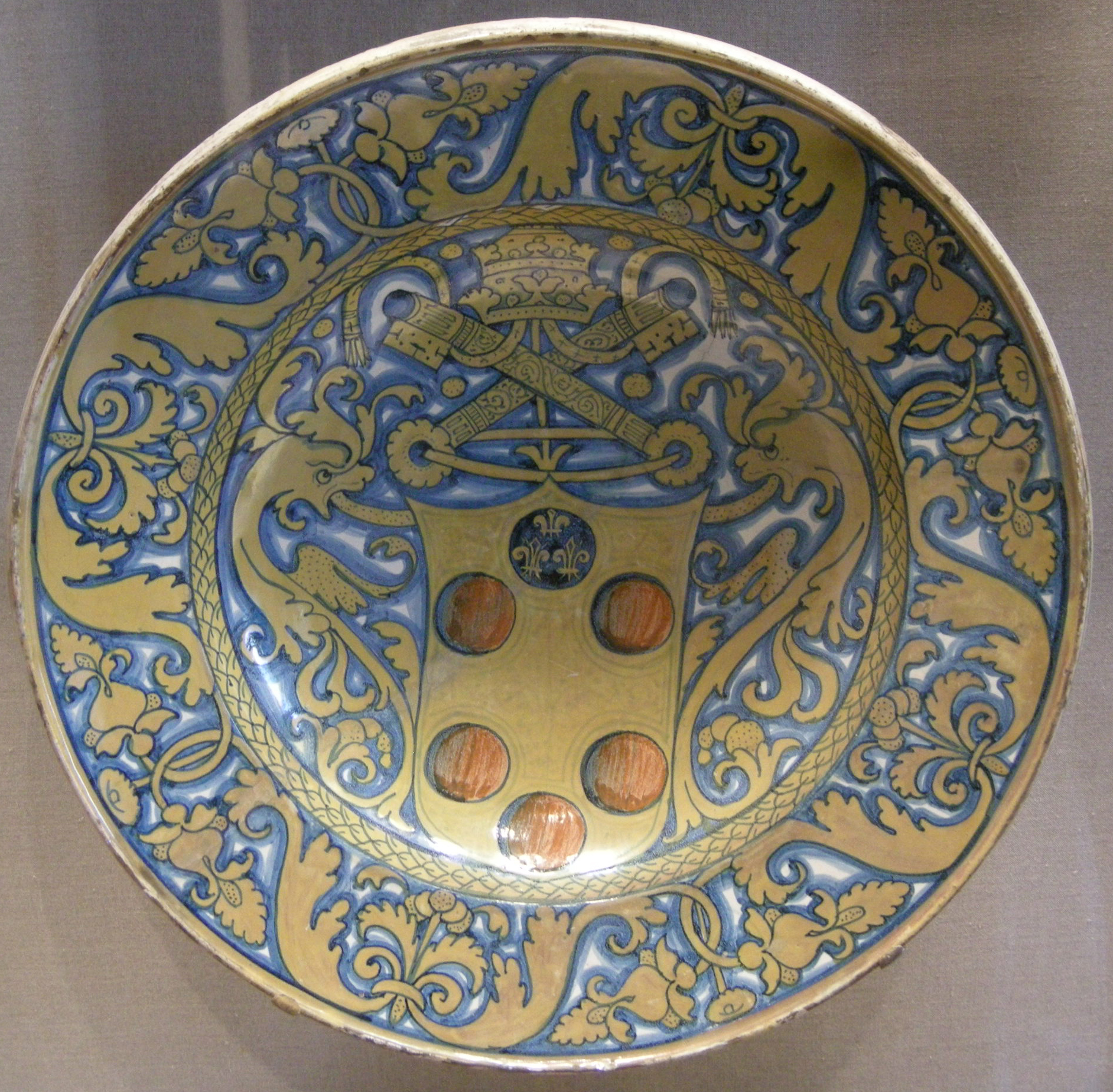
Дерута, 1534
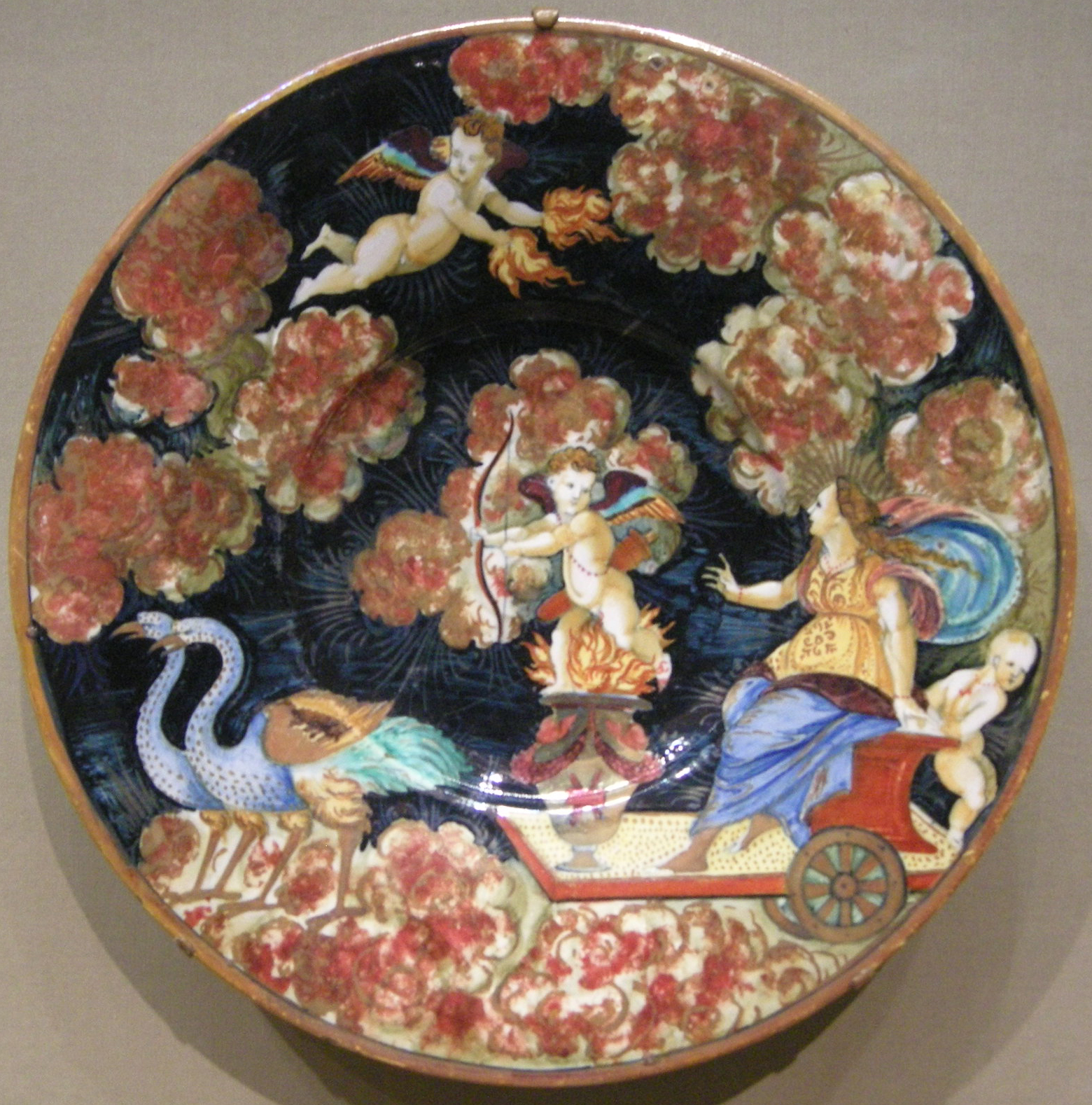
Ніколо да Урбіно, до 1535 р.
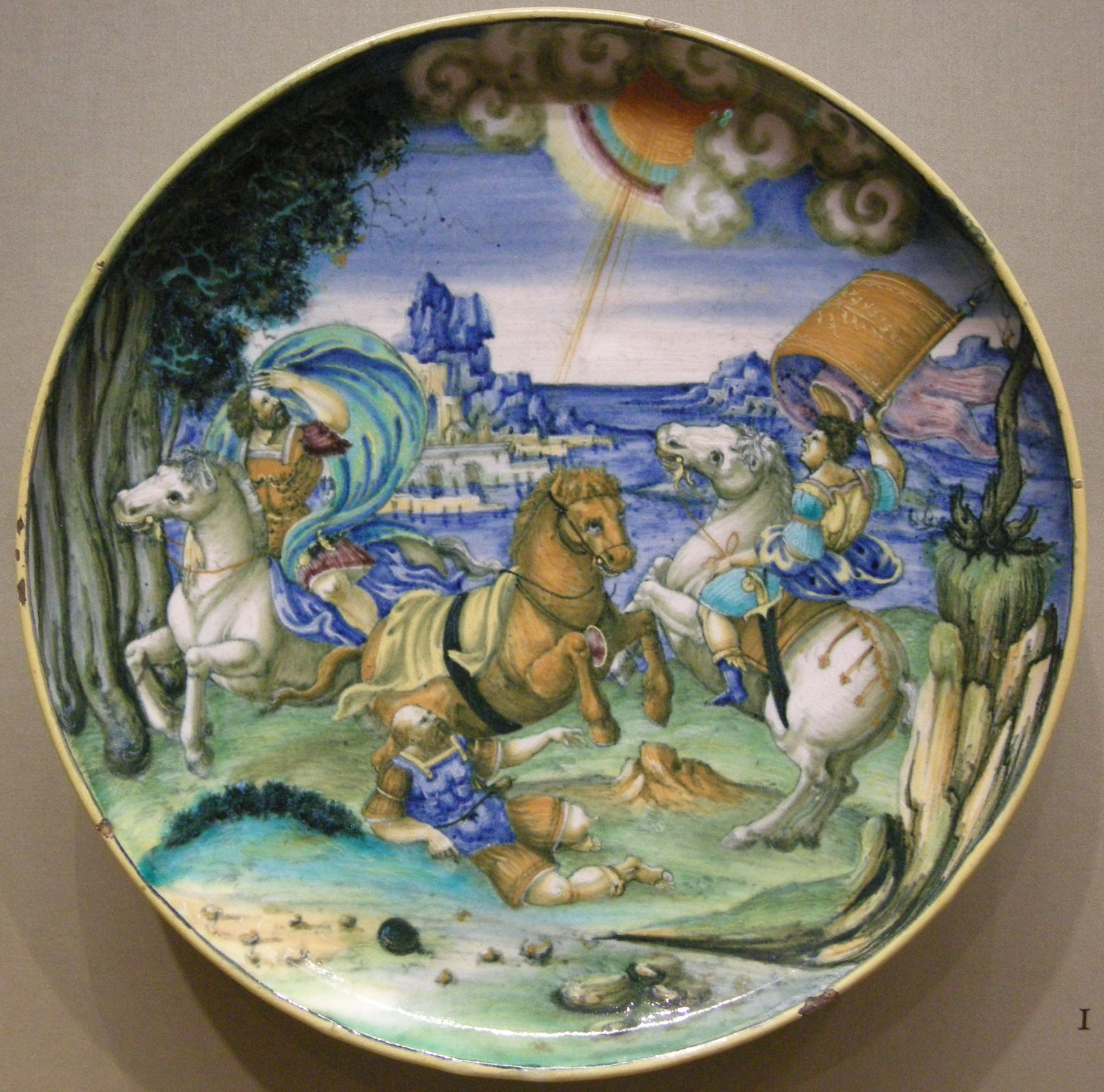
Франческо Ксанто Авеллі, 1525 р.

### Картини, продані з Ермітажу за часів Сталіна

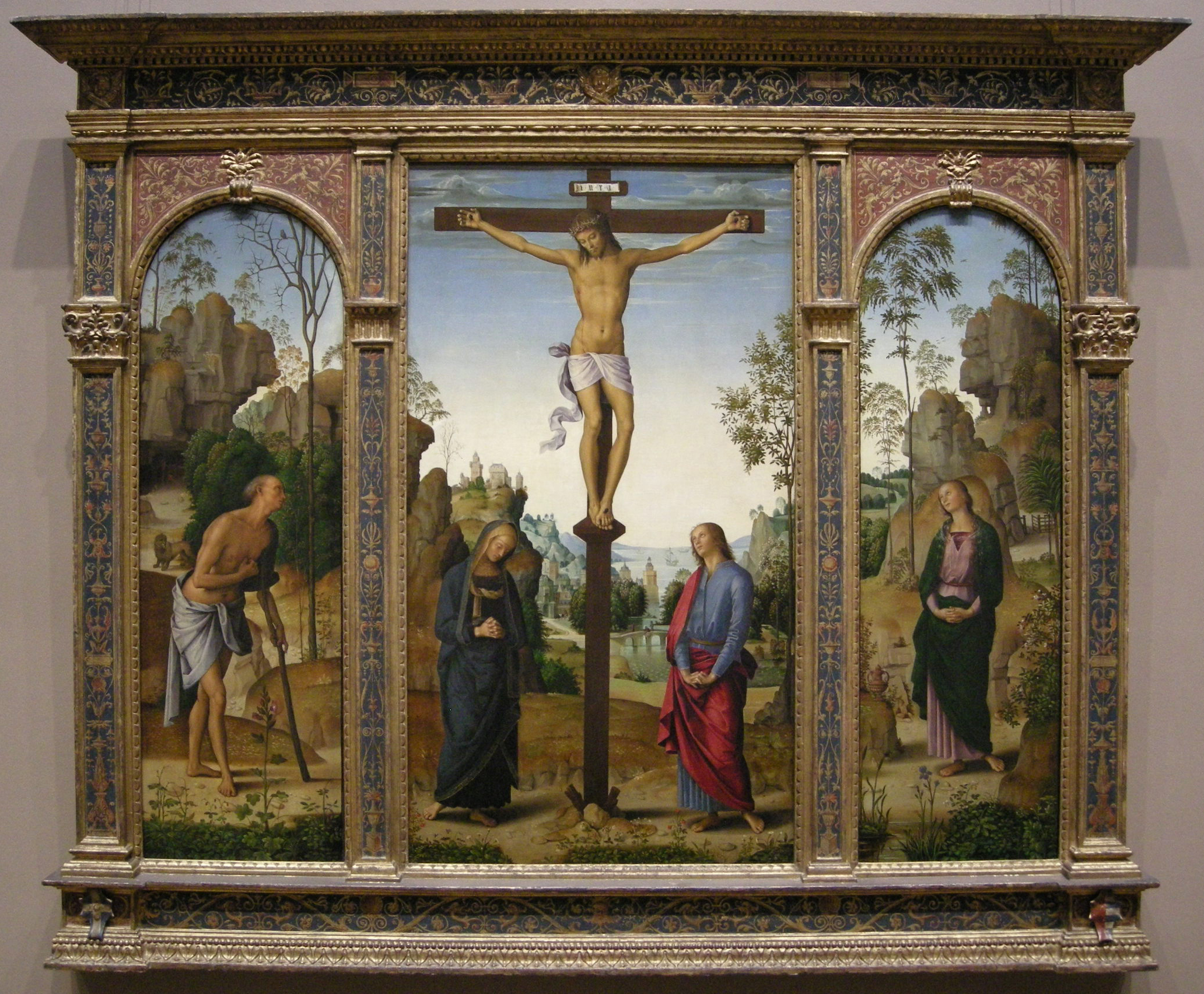
П'єтро Перуджино, «Голіцинський триптих»
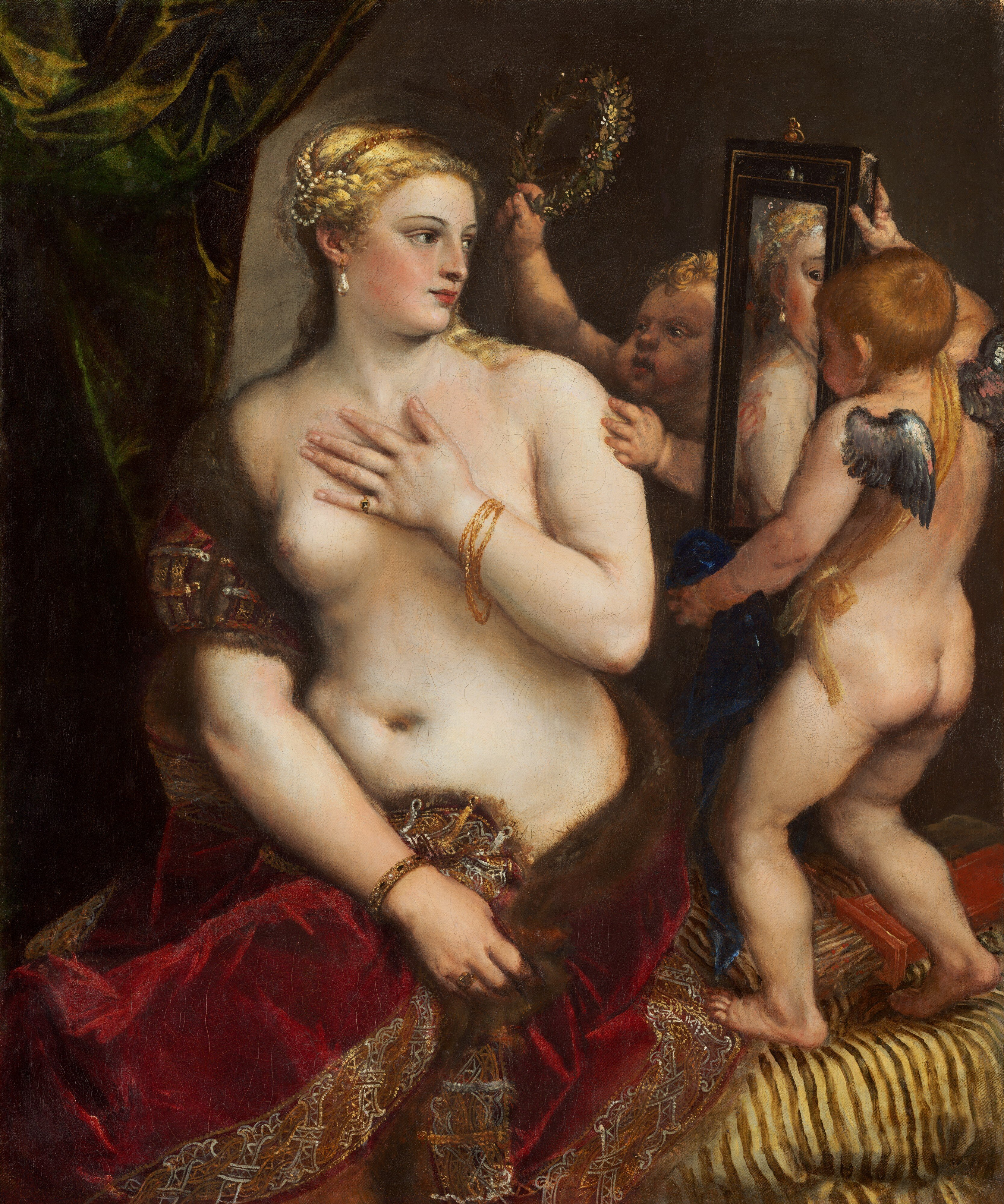
Тиціан, Венера перед дзеркалом
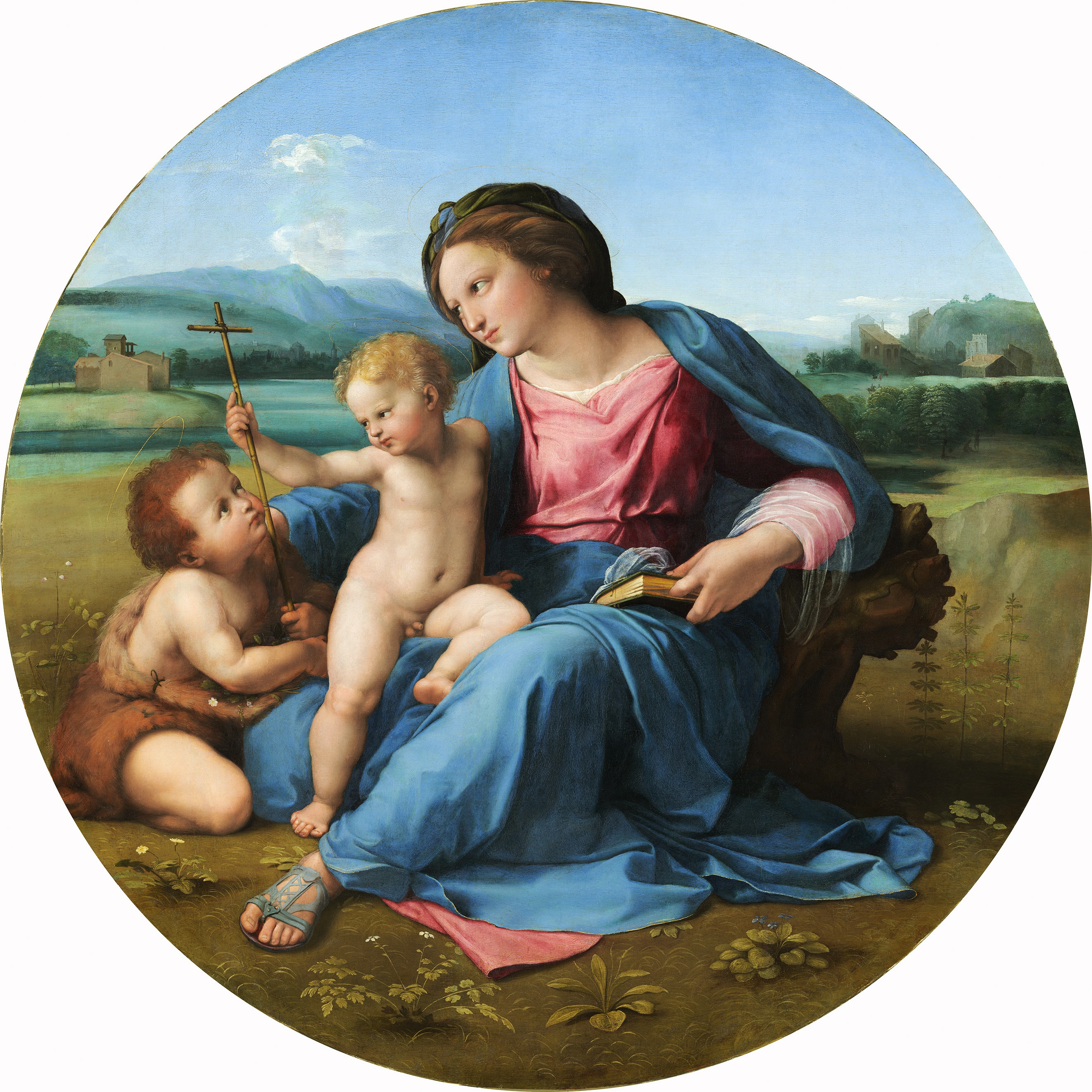
Рафаель Санті, мадонна Альба
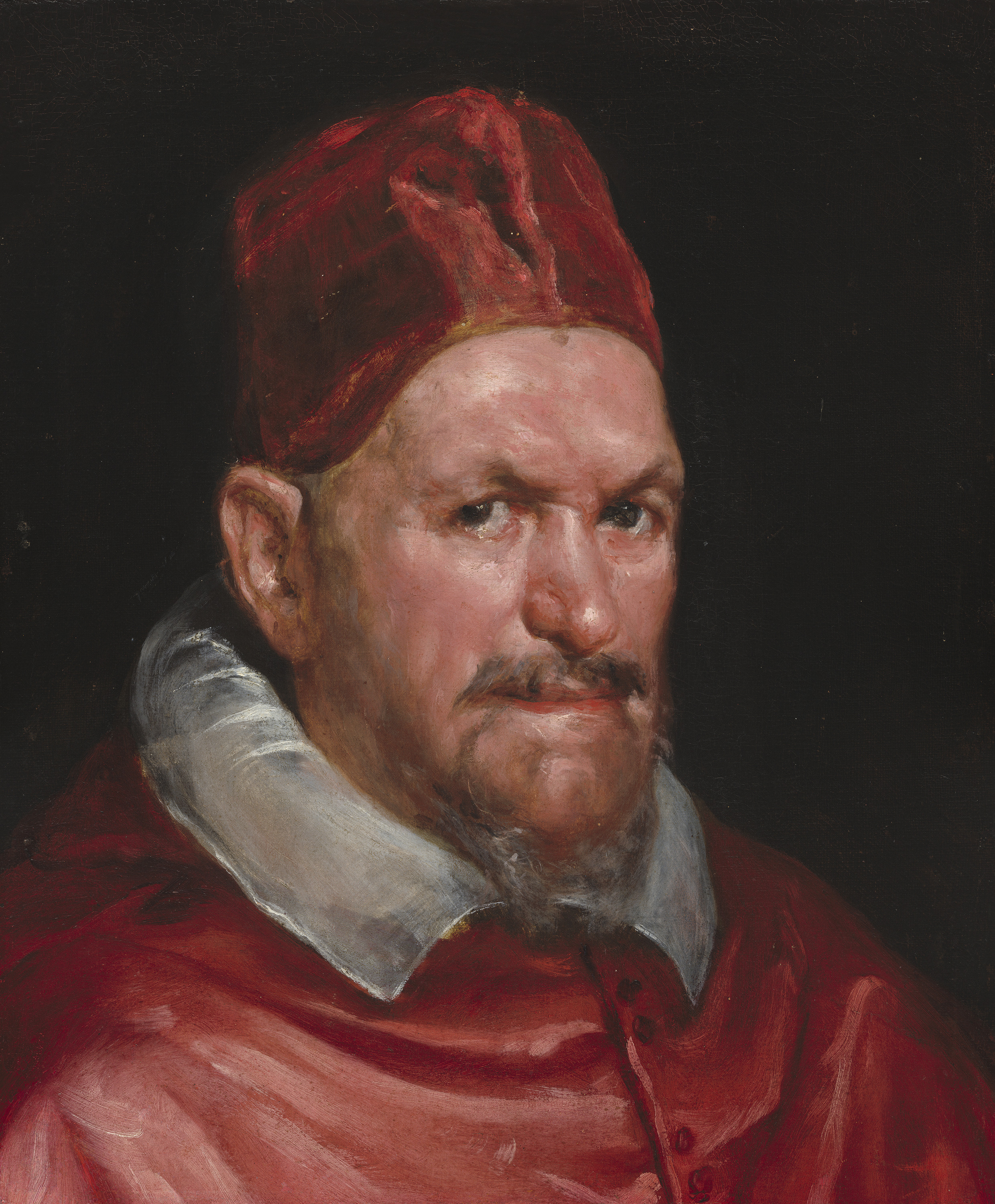
Дієго Веласкес, папа Інокентій X

### Картини майстрів Іспанії

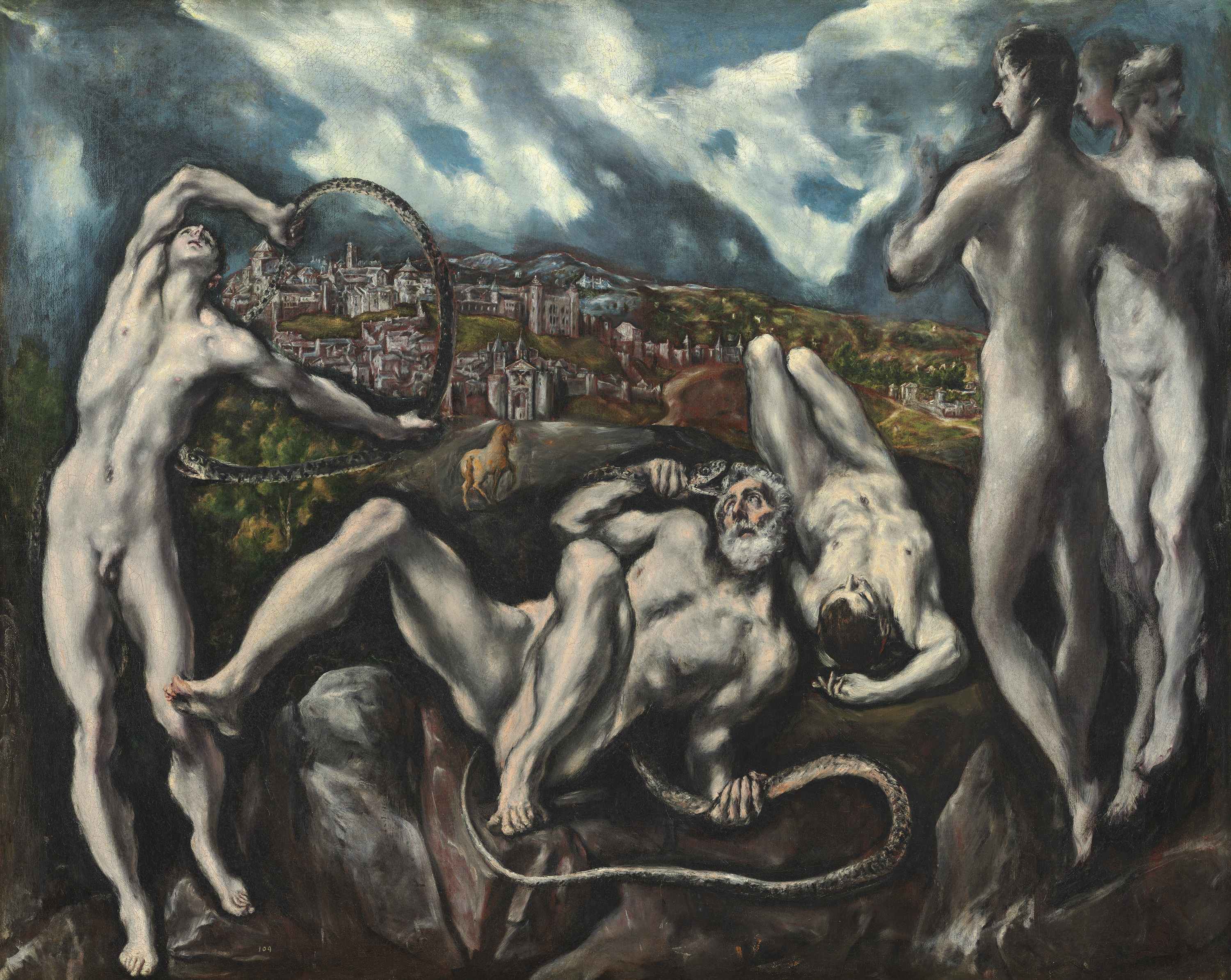
Ель Греко, Лаокоон
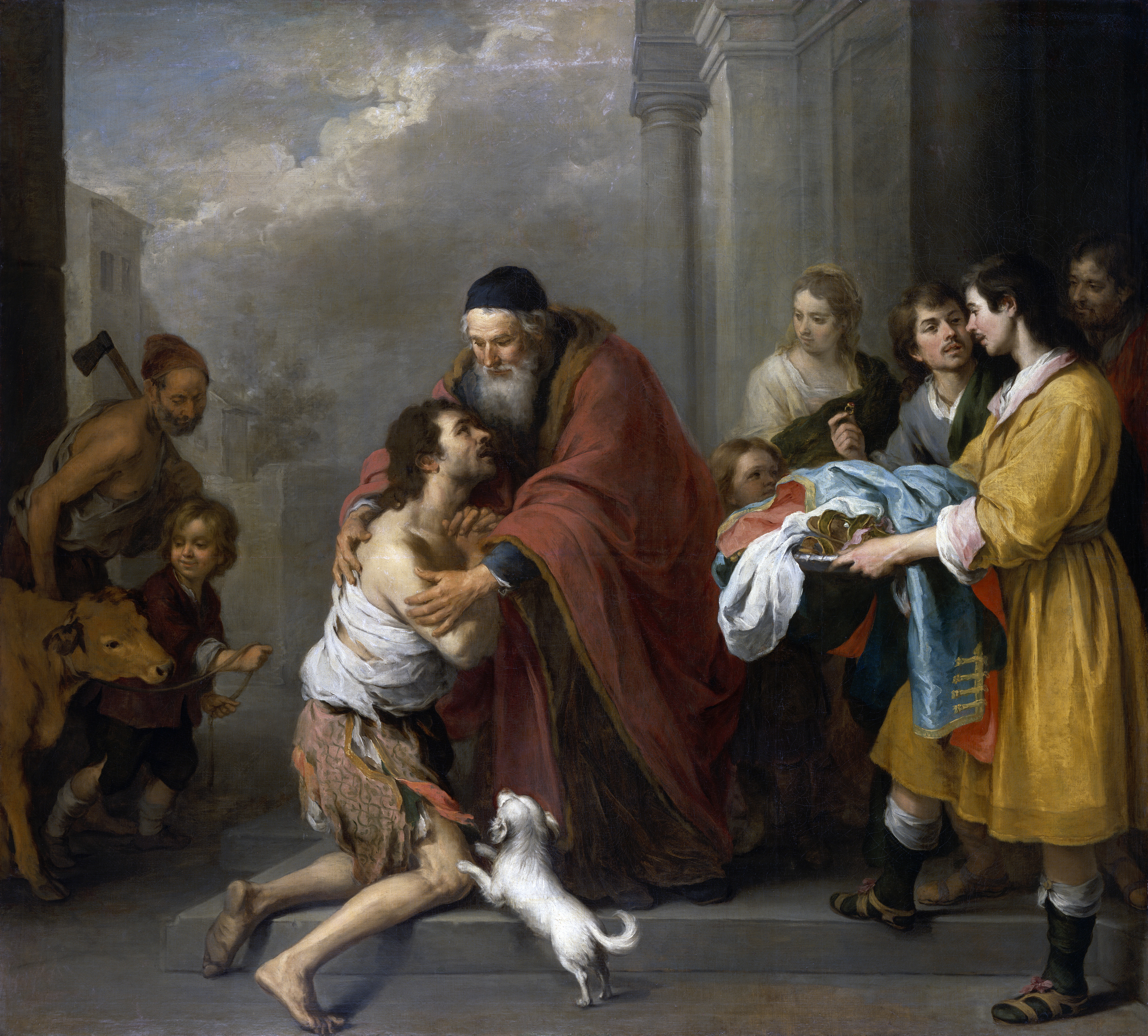
Мурільйо, повернення блудного сина
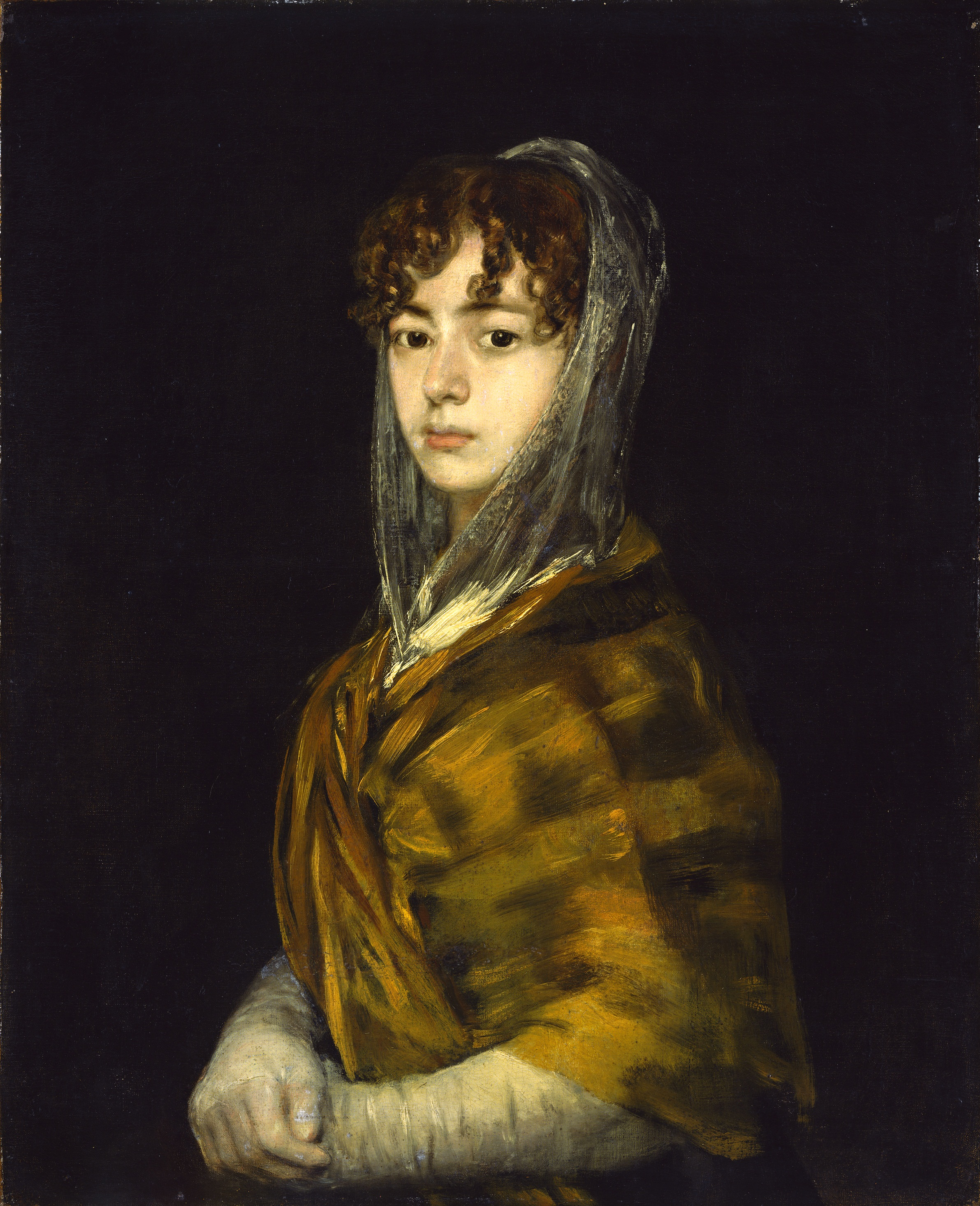
Франсіско Гойя, Франсіска Сабаса і Гарсія
Бартоломео Естебан Мурільйо, дві жінки біля вікна

### Майстри Німеччини

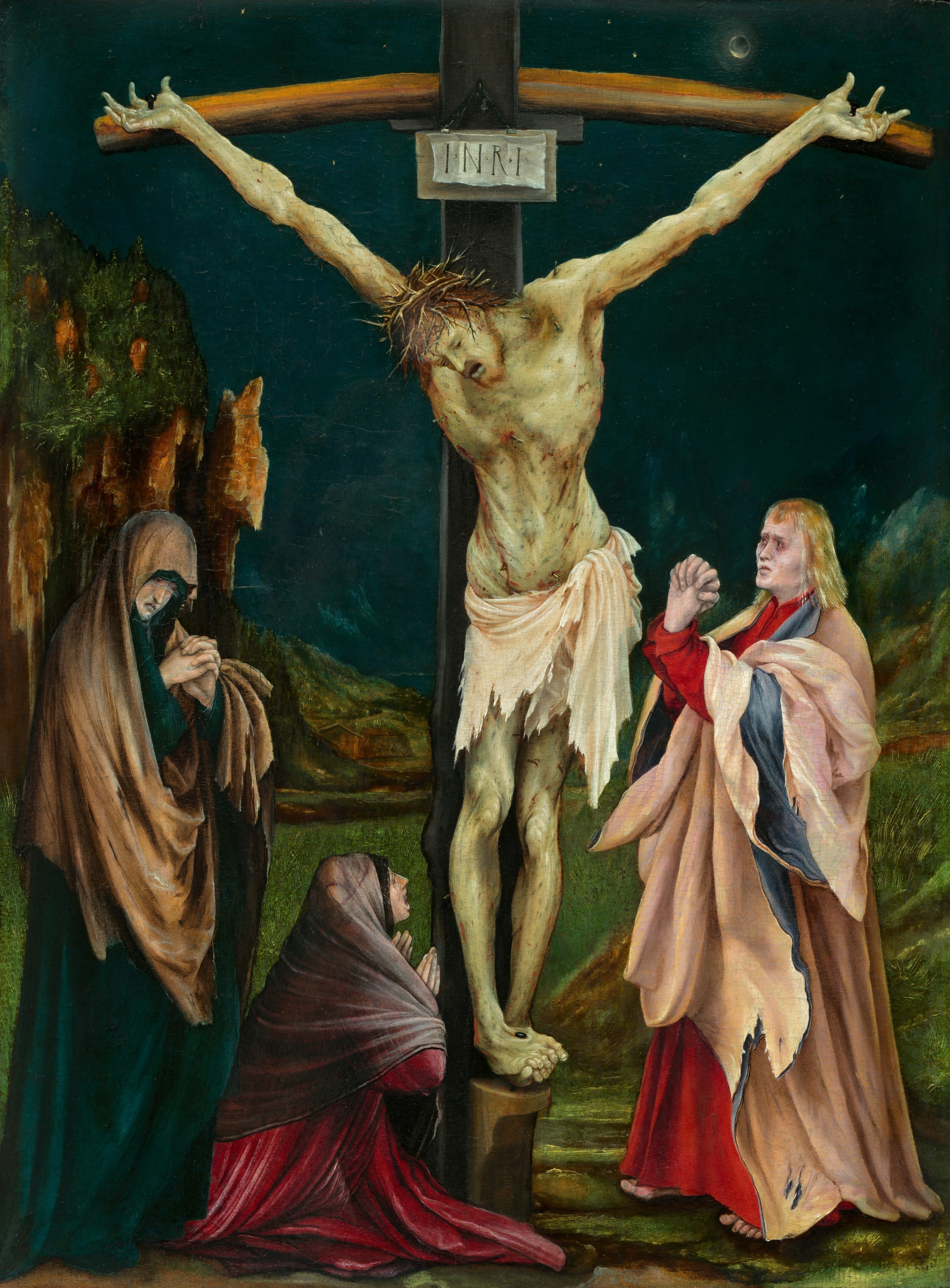
Грюневальд

Особливістю картинної галереї є збірка творів майстрів Німеччини, де представлені практично усі великі художники доби німецького відродження. Є серед них і твір утаємниченого Грюневальда, твори якого нечасто зустрічаються поза межами Німеччини. Так зване « Маленьке розп'яття » колись належало герцогу Баварії Вільгельму, батьку імператора Максиміліана І.
Серед представлених майстрів: 
- Ганс Бальдунг Грін
- Лукас Кранах Старший
- Альбрехт Дюрер
- Ганс Гольбайн молодший

А невеликий рельєф скульптора Балтазара Пермозера (Фавн, слонова кістка) та полотно Ернста Кірхнера «Візит» розширюють часові межі збірки.

Дюрер, портрет священика, 1516 р
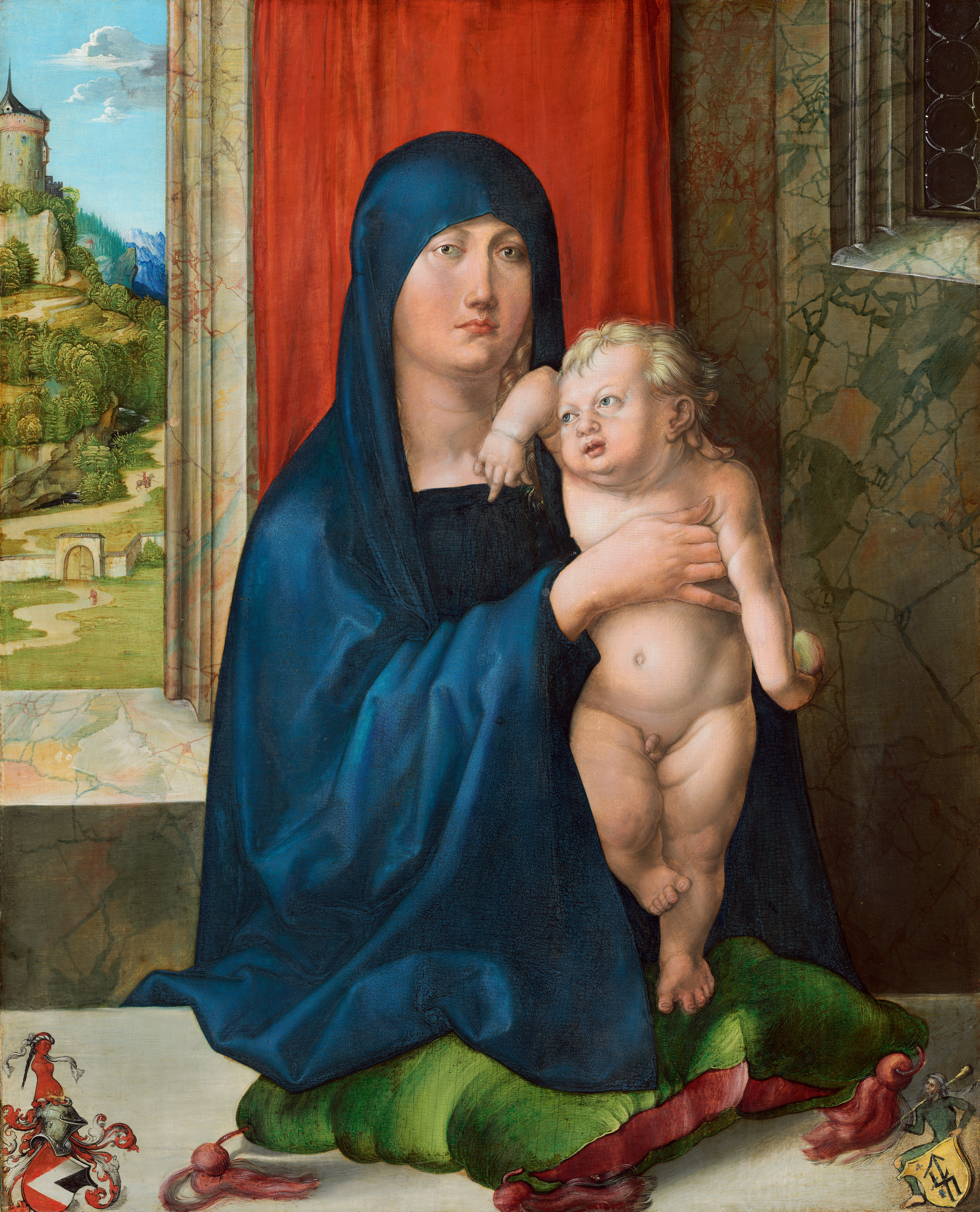
Дюрер, Мадонна з немовлям
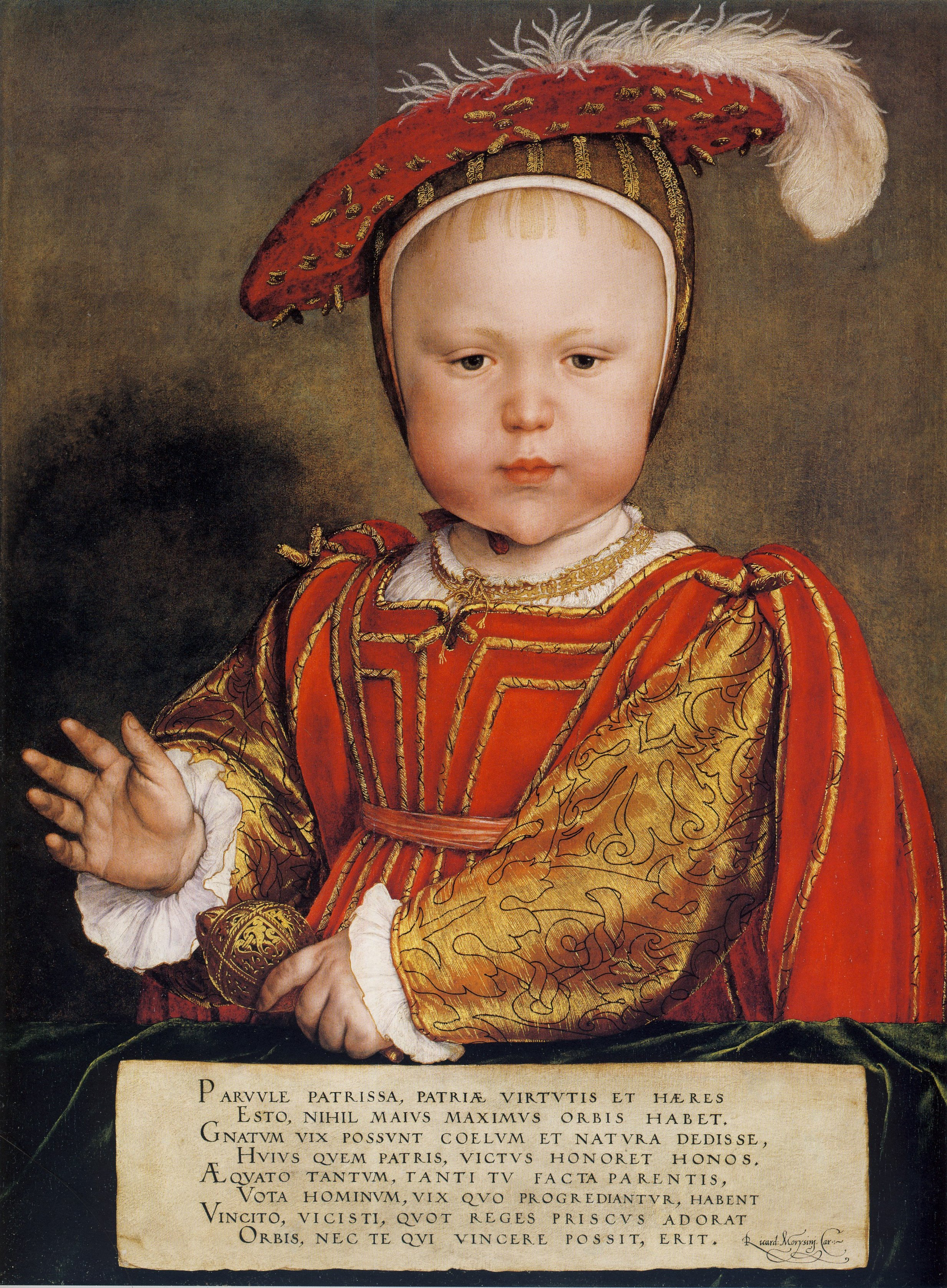
Ганс Гольбайн молодший, принц Едвард VI
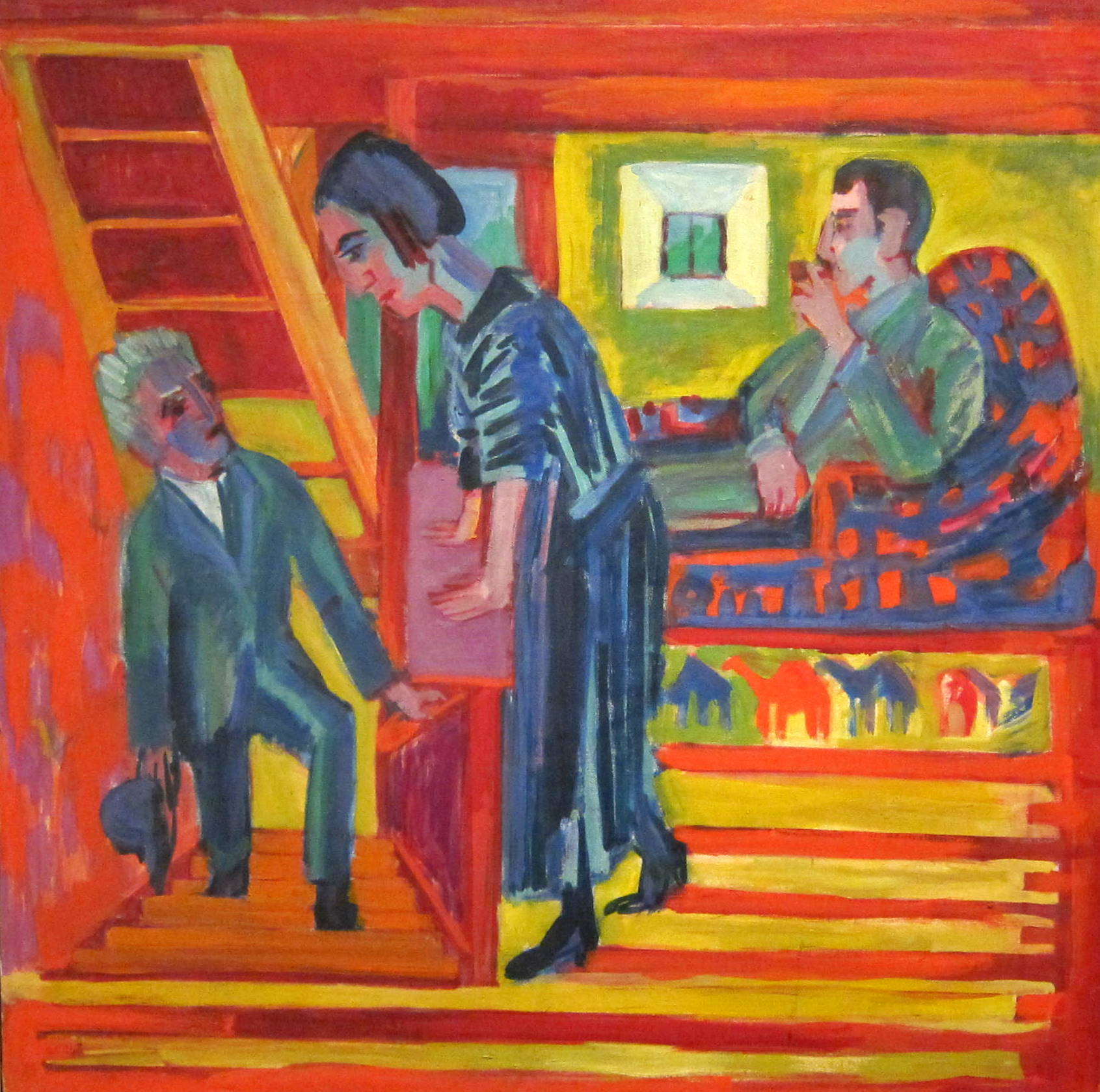
Ернст Кірхнер, «Візит»

### Майстри Великої Британії

Томас Гейнсборо, Міссіз Шерідан

Колекція картин англійських митців — одна з найкращих за кордонами королівства. Це обумовлено декількома обставинами. Мешканці США розмовляють англійською, незважаючи на війну за незалежність від Англії наприкінці 18 ст., вважають англійців історичними попередниками. Великі грошові кошти надали можливість купувати картини з англійських родових замків чи аукціонів мистецтва (так картина Пуссена для Національної галереї мистецтв була придбана з замку Бівер. І це не єдиний приклад.). Частка американських художників роками працювала в Англії (Бенджамін Вест, Гілберт Стюарт, Джон Синглтон Коплі). Надзвичайно активна діяльність по закупівлі творів мистецтва в Англії дала можливість зібрати в музеї досить повну збірку картин художників Англії, серед них:
- Бенджамін Вест
- Томас Гейнсборо
- Джон Констебл
- Джозеф Райт з Дербі
- Джордж Ромні
- Вільям Блейк

Джордж Ромні, міс Віллоубі дитиною
Джон Констебл, парк Вівенхое в графстві Сассекс, 1816 р.
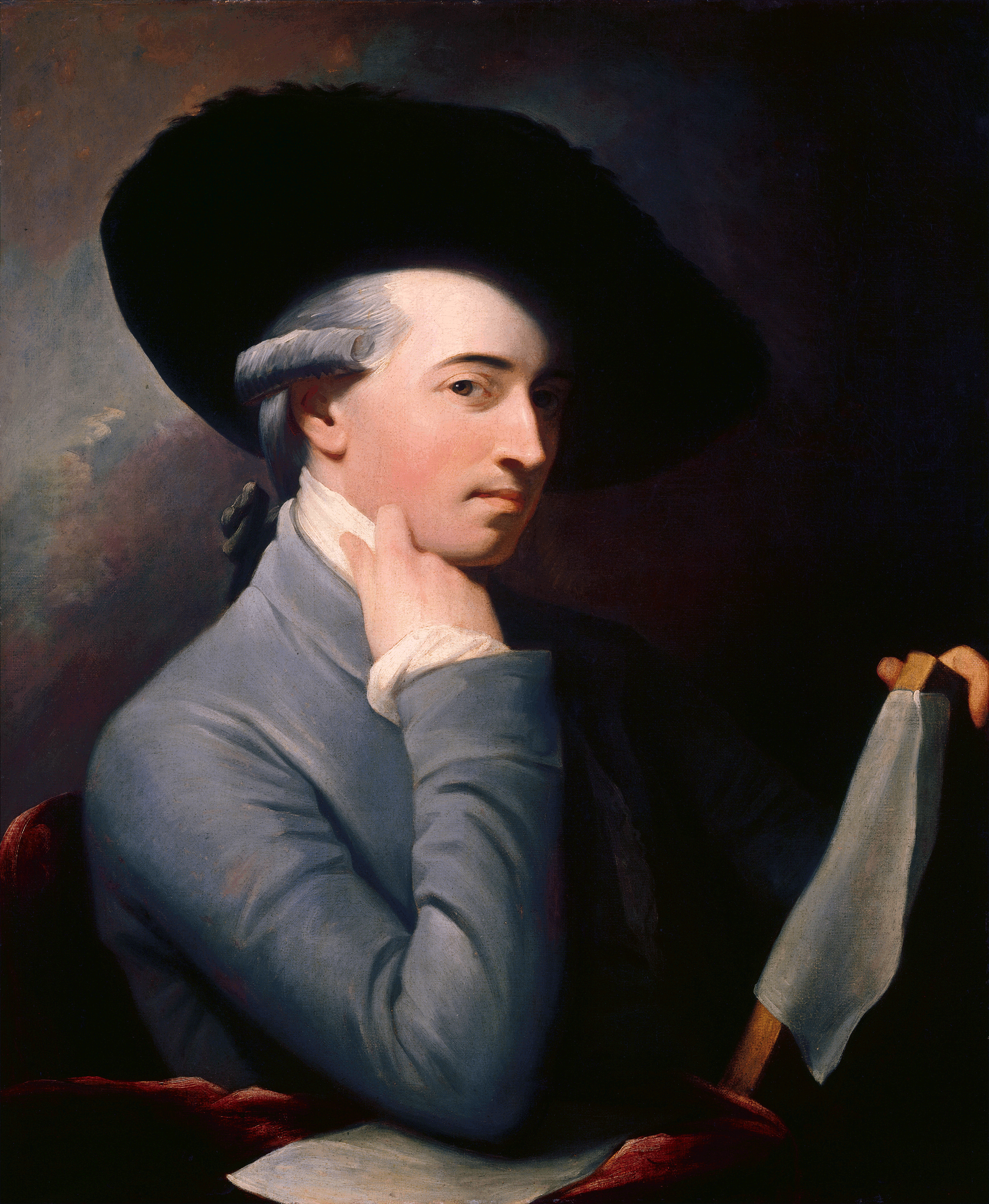
Копія автопортрету Бенджаміна Веста

### Картини майстрів Італії

Леонардо да Вінчі, Портрет Джиневри де Бенчі

Це одна з найкращих збірок картин майстрів Італії за межами країни як за кількістю картин, так і за їх мистецькою вартістю. Серед представлених мистецьких шкіл - 
- Флорентійська школа
- Римська школа
- Венеційська школа
- Неаполітанська школа
- Болонська школа
- Міланська школа,

низка творів художників малих провінційних центрів.

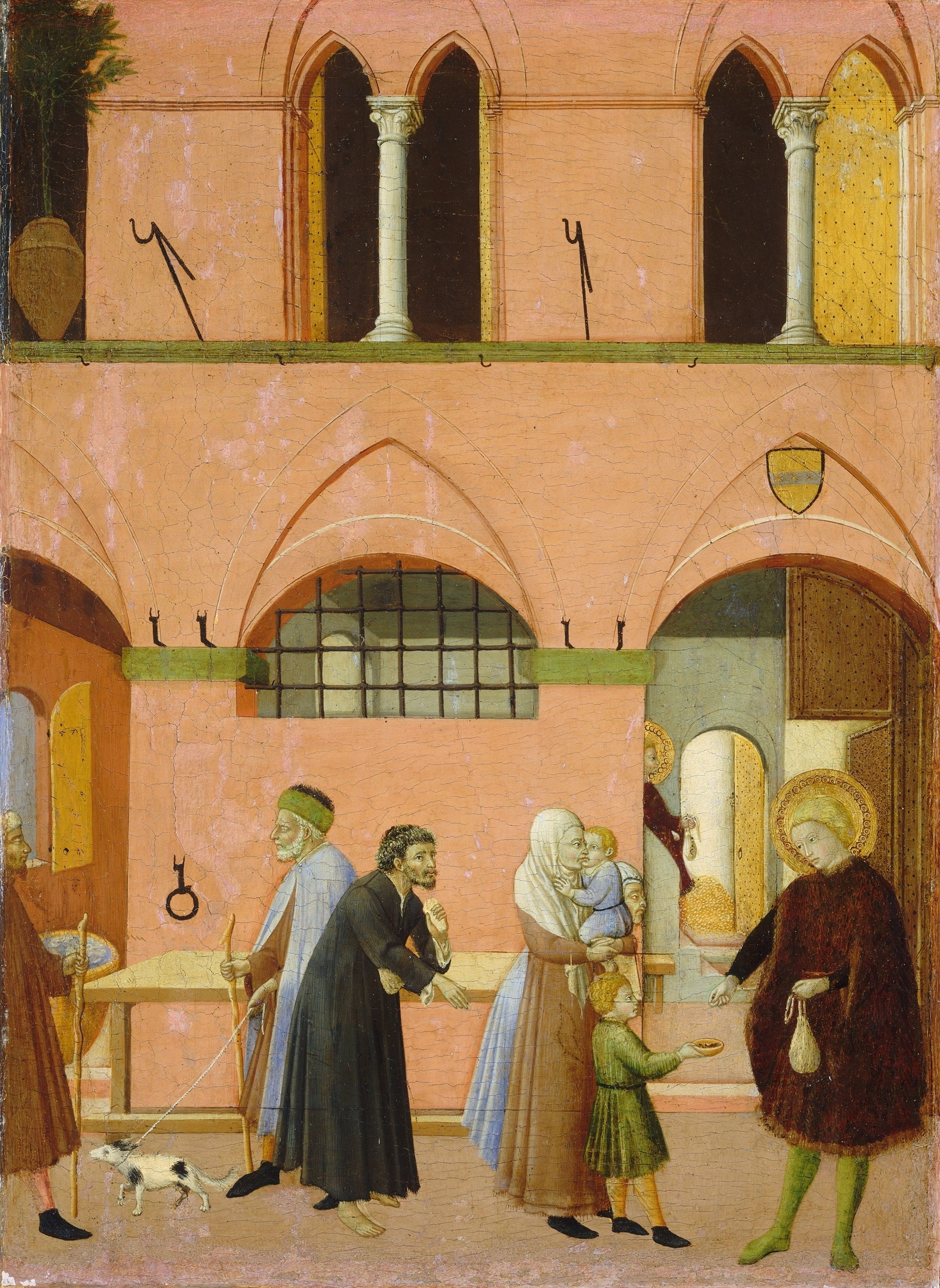
Маестро дель Оссерванца. «Св. Антоній роздає власні багатства нудженним», бл. 1435 р., Національна галерея мистецтв, Вашингтон, США

### Картини художників з Франції

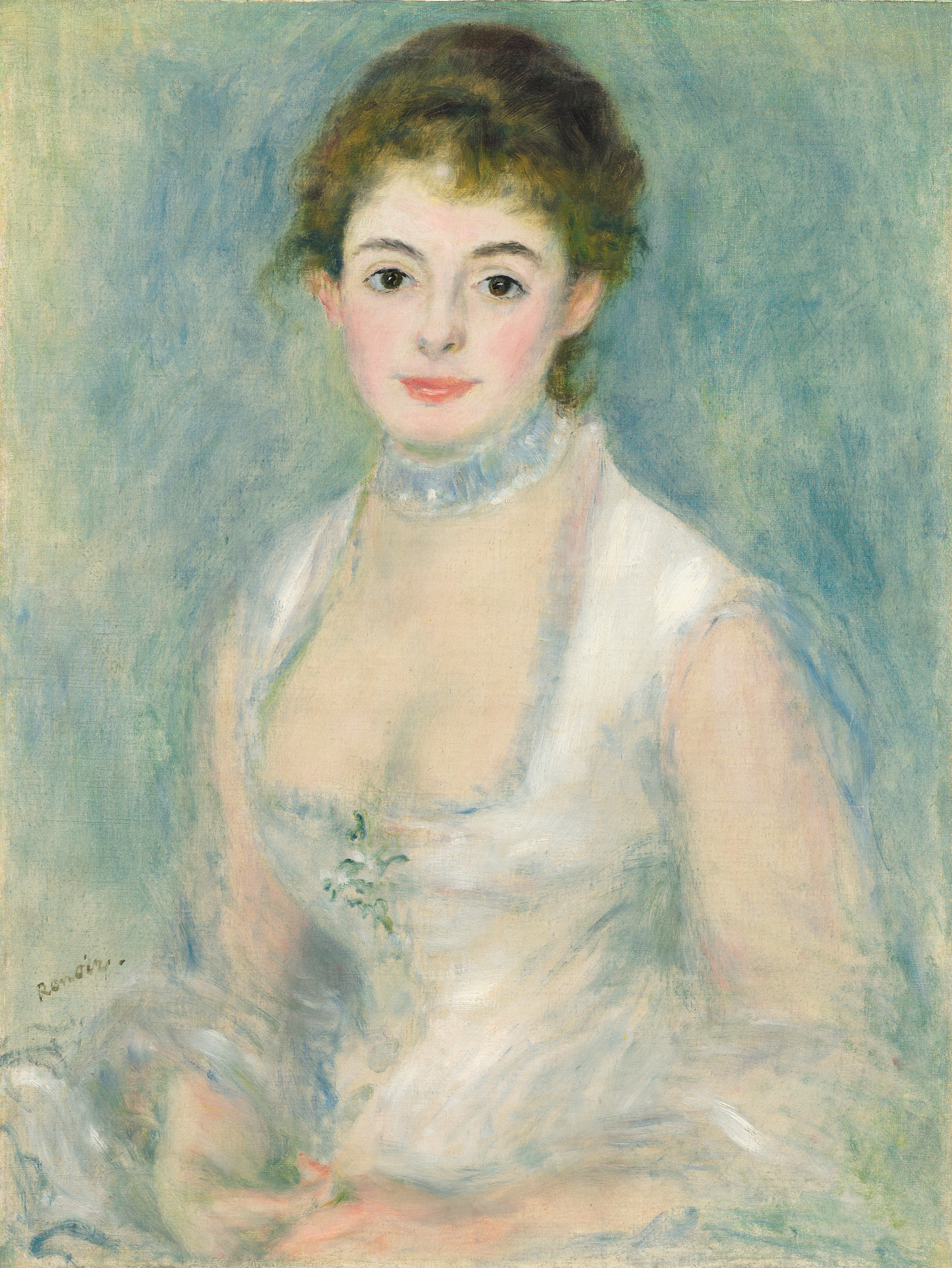
П'єр-Огюст Ренуар, мадам Енріо, 1876 р.

Уява про значну мистецьку вартість картин митців Франції вже набула високих щаблів, коли їх почали збирати американці. Значно піднявши ціни на них, американці деякий час були монополістами по придбанню цих творів. Ще у 19 ст. вони залюбки купували картини невизнаного на батьківщині Едуара Мане, що обумовило значну кількість картин цього майстра раннього періоду творчості у США. До того ж, у США привозили та продавали картини імпресіоністів ще за життя митців, тому капітальні твори французького імпресіонізму можна зустріти не тільки у Вашингтоні. Картини постімпресіоністів та Пікассо купували заради престижу та як безпрограшний варіант вкладання значних грошових коштів. Не всі вони мають значну мистецьку вартість, але усі великі чи уславлені імена є в наявності (Шарден, Гюстав Курбе, Клод Моне, П'єр-Огюст Ренуар, Едґар Деґа, Каміль Піссарро, Анрі Тулуз-Лотрек Вінсент ван Гог, Амедео Модільяні тощо.)

### Американські митці
Значне місце серед експонатів Національної галереї мистецтва займають твори Мері Кассат, Джеймса Вістлера, Джорджа Беллоуза та інших.